# Hyacinthe Rigaud
Hyacinthe Rigaud, nato Híacint Francesc Honrat Mathias Pere Martyr Andreu Joan Rigau-Ros y Serra (Perpignano, 20 luglio 1659 – Parigi, 27 dicembre 1743), è stato un pittore francese di origini catalane.

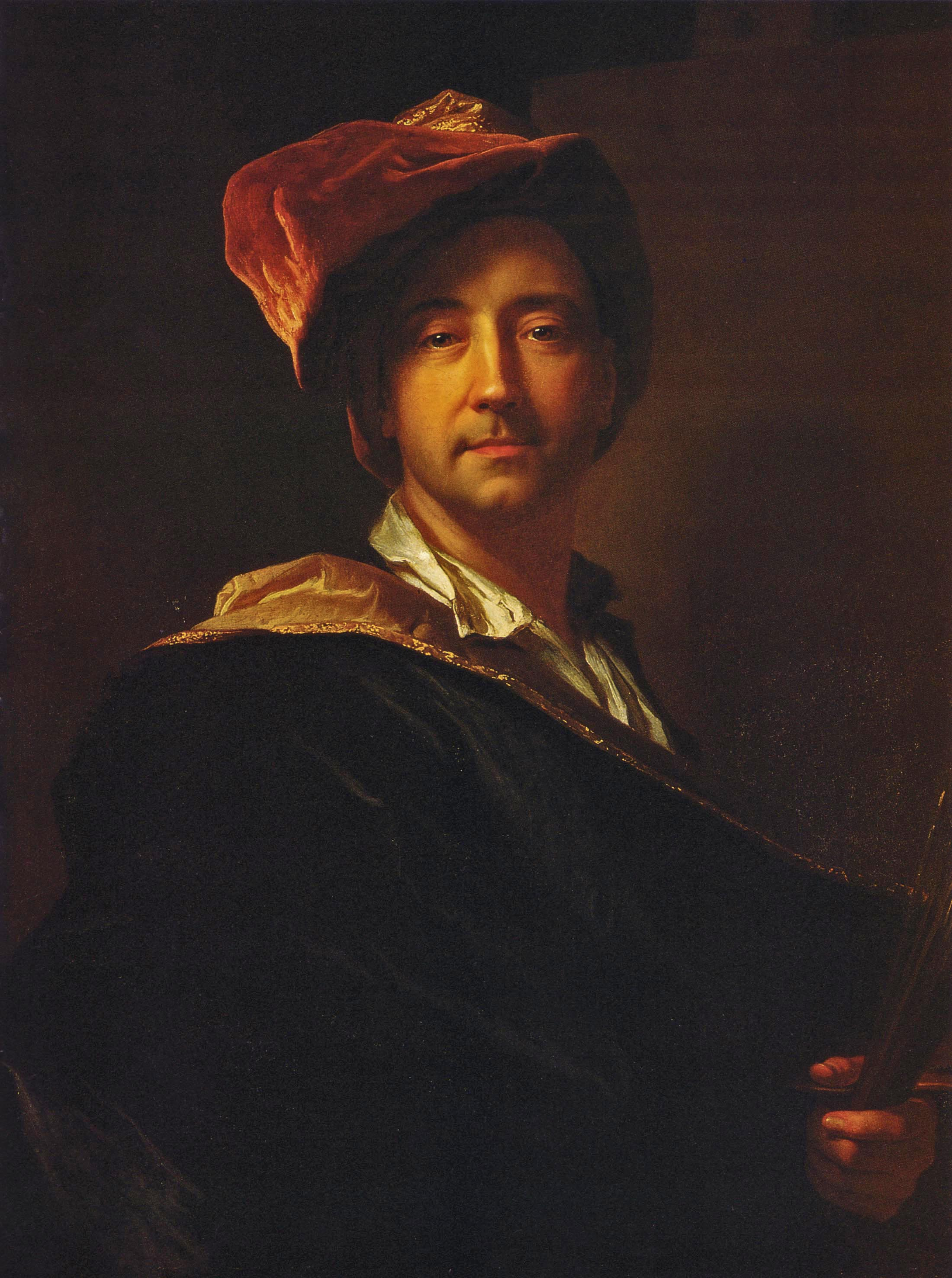
Autoritratto di Hyacinthe Rigaud (1698). Perpignan, Museo Rigaud

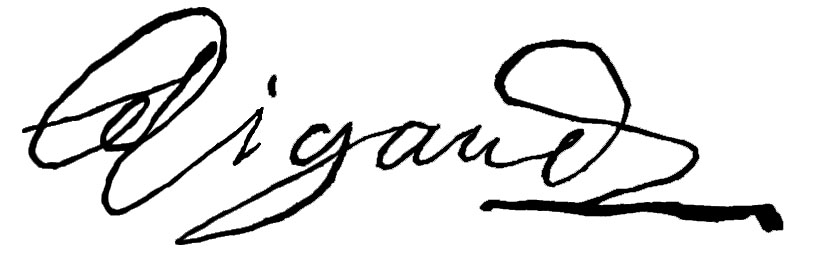
Firma di Hyacinthe Rigaud

Divenne particolarmente famoso per aver ritratto il Re Sole nel celebre Ritratto di Luigi XIV con gli abiti dell'incoronazione che gli valse nel 1701 la nomina a pittore della corte di Francia, momento dal quale iniziò a dipingere ritratti per la maggior parte delle personalità di rilievo di Versailles. È considerato tra i principali ritrattisti del periodo barocco insieme a Rubens, Van Dyck e Rembrandt.
Secondo Jacques Thuillier, professore del Collège de France, «Hyacinthe Rigaud fu uno di quei pittori francesi che sotto l'Ancien Régime furono tra i ritrattisti più celebrati. Questa ammirazione fu ben meritata per l'abbondanza d'opere e per la costante perfezione che egli impresse alle medesime».
Con la sua opera, Rigaud non solo celebrò lo splendore della corte di Versailles ma anche la propria fedeltà alla dinastia dei Borbone di Francia di cui ritrasse i componenti per quattro generazioni. Lavorò anche per personalità dell'aristocrazia, del clero, borghesi, finanzieri, nobili, industriali e ministri, collaborando a creare una vera e propria galleria di ritratti quasi completa delle personalità di spicco del regno di Francia tra il 1680 ed il 1740. Una parte della sua produzione pittorica, seppur minoritaria, è costituita da personaggi meno noti come amici, parenti, altri artisti o semplicemente commercianti.

## Biografia

### Le origini e la famiglia

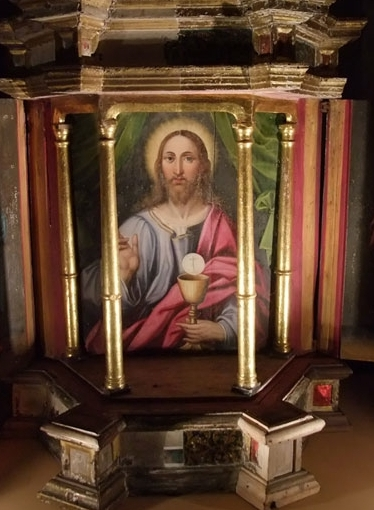
Tabernacolo della chiesa parrocchiale di Palau-del-Vidre dipinto da Honorat Rigau, bisnonno di Hyacinthe, nel 1609

Rigaud nacque a Perpignano, città che passò dalla Spagna alla Francia pochi mesi dopo la sua nascita, a seguito del Trattato dei Pirenei (7 novembre 1659). Il 20 luglio 1659 venne battezzato al fonte battesimale della Cattedrale di Perpignano.
Il padre di Hyacinthe, Mathias, era sarto di professione e lavorava per la cattedrale, dove svolgeva anche l'attività di pittore dal momento che molti dei suoi antenati avevano intrapreso questa professione, in particolare nella decorazione di pale d'altare, tabernacoli e oggetti liturgici per le chiese (esemplari si trovano nelle chiese di Palau-del-Vidre, Perpignano, Amélie-les-Bains). Il nonno di Hyachinthe, Jacinto, e ancor prima il padre di questi, Honorat, furono anche doratori, disponevano in città una loro bottega dalla fine del Cinquecento ed erano membri illustri della gilda locale della loro professione. La madre di Hyacinthe, Therese Faget (1634-1655), era figlia di un carpentiere della città e aveva sposato Mathias il 13 marzo 1647. Trovatosi vedovo poco dopo, Mathias si risposò con Maria Serra (1638-1721), figlia di un sarto e mercante di tele da pittura di Perpignano, il 20 dicembre 1655. Nello stesso anno del loro matrimonio, la coppia decise di acquistare una nuova abitazione posta nei pressi della cattedrale cittadina, dove Hyacinthe crebbe e si formò.

### La prima formazione

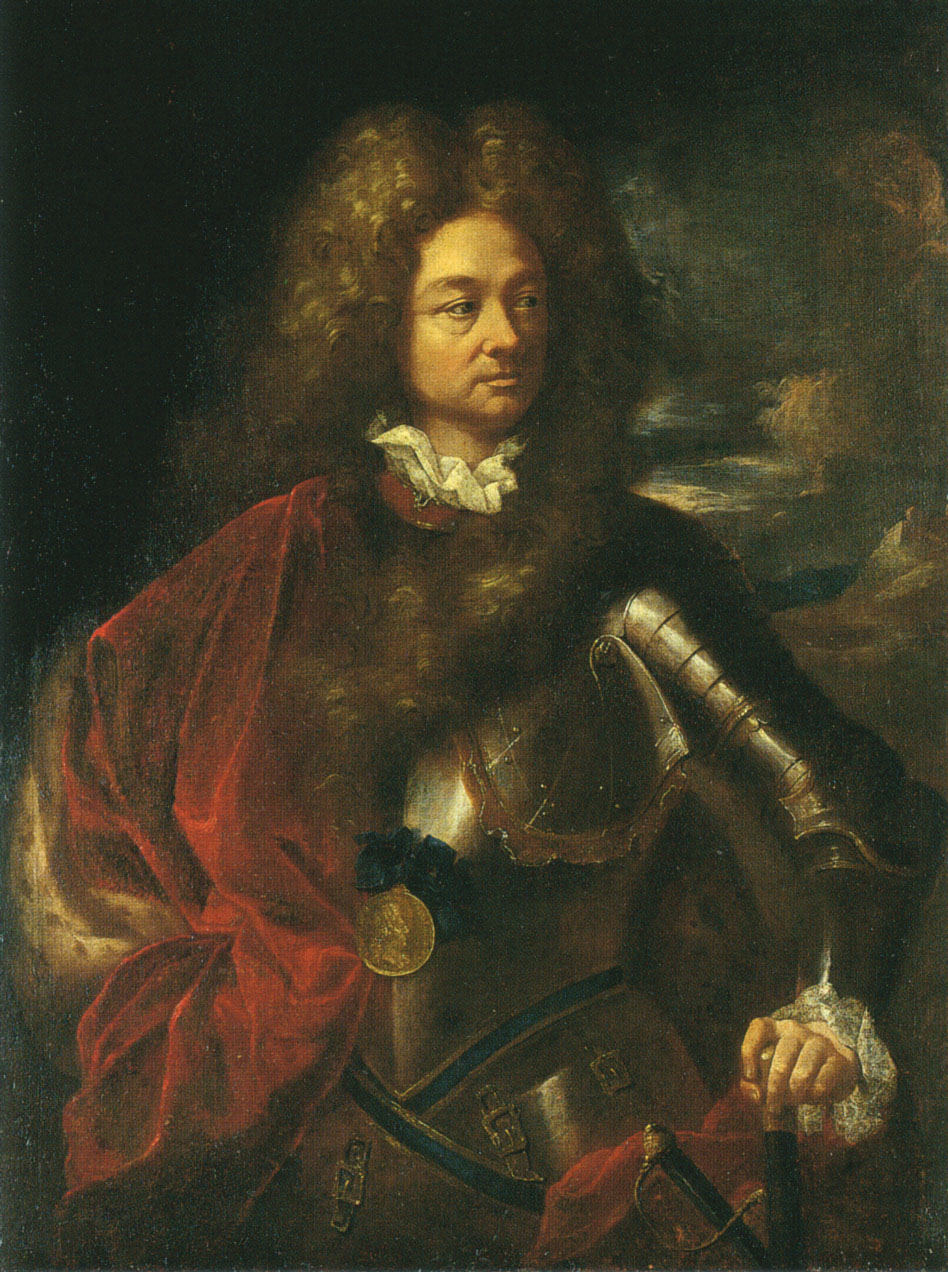
Ritratto del colonnello Albert Manuel eseguito da Antoni Guerra il giovane. È evidente l'ispirazione che il giovane Rigaud trasse da queste opere

Ciò che il giovane Hyacinthe apprese sulla pittura, probabilmente lo ottenne grazie a una formazione interna alla sua stessa famiglia, con rudimenti che gli vennero impartiti dal padre forse grazie anche a modelli che finirono poi per condizionare la sua capacità ritrattistica negli anni della maturità. Sin dall'inizio, infatti, la pittura di Rigaud è stata influenzata dal modo di dipingere di una delle figure più emblematiche della pittura catalana dell'epoca, Antoni Guerra il vecchio (1634-1705), il quale fu insegnante anche di suo figlio Antoni Guerra il giovane (1666-1711). Se tra queste due famiglie di pittori che lavoravano nella medesima città vi fossero stati contatti non si sa con certezza, anche se le influenze dei Guerra furono sicuramente significative nell'opera di Rigaud. Il mestiere di suo padre lo formò sicuramente alla cura nella realizzazione dei drappeggi e allo studio dei colori e delle ombre nelle stoffe.
Alla morte del padre nel 1669, "Jyacintho Rigau" (il nome francese di Hyacinthe Rigaud con cui è maggiormente noto gli perverrà solo in seguito al suo insediamento a corte) si sa con certezza che lavorava presso il doratore carcassonese Pierre Chypolt. Nel contratto d'impiego ancora oggi conservato, vengono largamente lodate le capacità di doratore di Rigaud, che lo stesso pittore sfrutterà poi a più riprese anche nei suoi anni alla corte di Francia.
L'aneddoto secondo il quale Rigaud fosse all'epoca un protetto o addirittura un discendente di un ipotetico "conte di Ros" è stato appurato ad oggi essere una pura invenzione derivata dalla vita del pittore scritta nel 1716 dall'accademico onorario Henry Van Hulst per il granduca di Toscana, Cosimo III de' Medici. Tale fraintendimento è probabilmente dovuto al doppio cognome della dinastia spagnola del padre dell'artista.

### La carriera

#### La formazione in Linguadoca

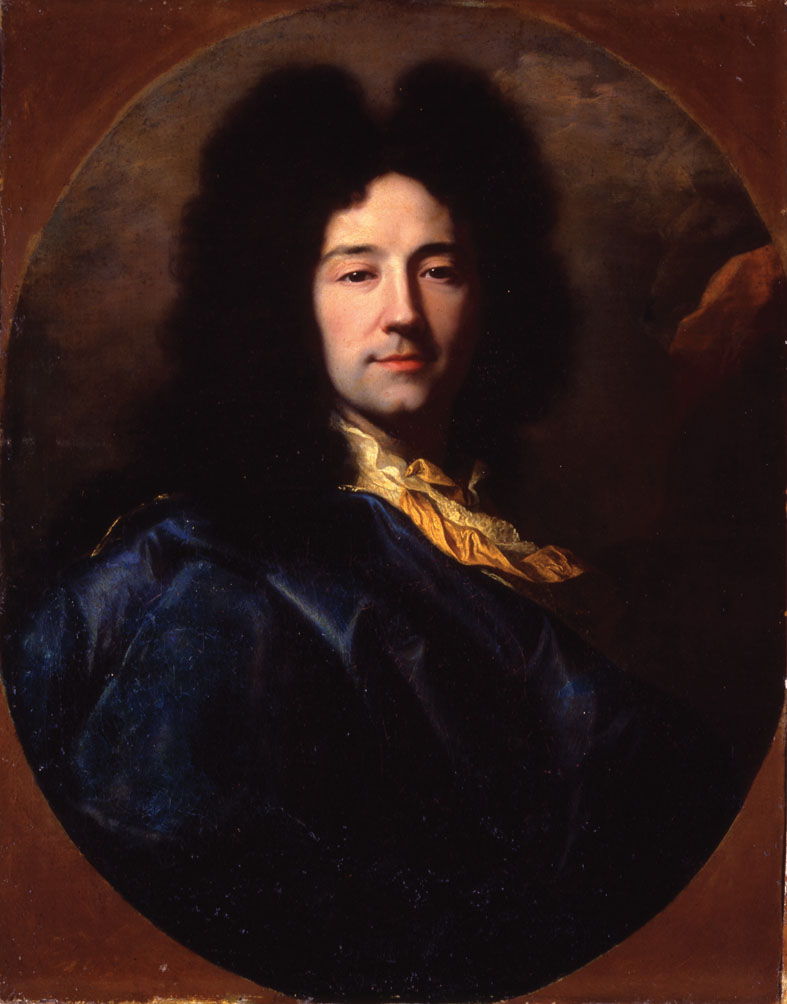
Autoritratto con mantello blu di Hyacinthe Rigaud, 1696, dedicato all'amico e maestro Antoine Ranc

Nel 1675, alla morte del padre, il giovane Rigaud lasciò la terra natia alla volta di Montpellier. Malgrado la presenza  a Perpignano di un forte spirito di corporazione, Hyacinthe si era già formato a Carcassona ed era stato in grado di sviluppare un talento sufficientemente eloquente per potersi distinguere anche in patria, abbandonando gli ambienti filo-spagnoli della Catalogna francese.
Antoine Dezallier d'Argenville, biografo di Rigaud, ricorda come il giovane pittore fosse giunto a Montpellier con l'approvazione della madre che, riconosciutone le doti e non volendo frenarne il desiderio di proseguire nella carriera che era stata di tutti i membri della sua famiglia, gli consentì di recarsi a studiare presso Paul Pezet & Verdier (che il d'Argenville definisce "mediocri"), grazie ai quali si avvicinò al mondo della grande pittura nazionale francese e presso i quali rimase impiegato per quattro anni "in esclusiva", ovvero senza la possibilità di prendere contratti autonomamente con altri. Ricorda ancora l'Argentville: «Van Dyck fu per qualche tempo la sua unica guida in quella bottega; ne copiò i dipinti che [i pittori] avevano in stampa, non in maniera meccanica o banale; monsieur Collin de Vermont potrà fornire prova di quanto dico. Egli possiede diverse di queste copie fatte dal giovane Rigaud, dove si può riconoscere tutta quell'intelligenza e quella bravura del grande maestro che diverrà in seguito».
Sempre durante questi anni di formazione, Rigaud conobbe a Montpellier anche Sébastien Bourdon, una delle figure emblematiche del panorama artistico francese dell'epoca, oltre a Jans Zueil, detto "il francese" per quanto originario di Bruxelles, grande imitatore dello stile di Rubens e di Van Dyck, che portò a Montpellier le tecniche pittoriche nordiche. Fu probabilmente quest'ultimo che mise Rigaud in contatto con Antoine Ranc "il Vecchio" (1634-1716), il pittore presso la cui bottega Hyacinthe si portò a lavorare dopo aver terminato il proprio primo contratto. L'Autoritratto con mantello blu dello stesso Rigaud, realizzato nel 1696 e dedicato proprio ad Antoine Ranc, testimonia chiaramente il profondo legame d'amicizia formatosi tra i due. Quattro anni dopo, Rigaud decise di trasferirsi a Lione dove si legò al collega Henri Verdier; lasciando la bottega di Ranc il suo maestro avrebbe esclamato: «Non sarò mai in grado di afferrare la natura come fai tu, con così tanta precisione, non vi riuscirò mai con tanta abilità. Sei stato il mio scolaretto, sarai il mio padrone; ricorda questa profezia!».

#### L'arrivo a Lione

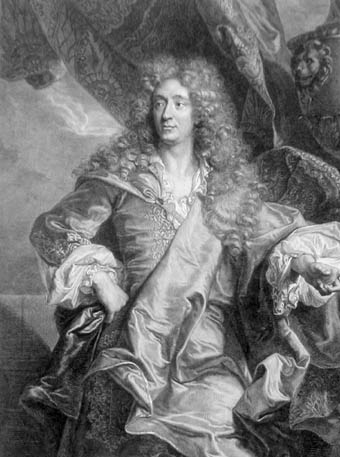
Ritratto di Jean De Brunenc, incisione di Cornelis Martinus Vermeulen del 1689, da un ritratto di Rigaud.

Sfortunatamente del periodo lionese di Rigaud esistono ben pochi documenti d'archivio per ricostruire attentamente la sua attività in questi anni. Sappiamo tuttavia che, per tradizione, gli artisti di Montpellier hanno sempre sviluppato stretti legami con questa città, seguendo l'esempio di Samuel Boissière. La città era ricca in particolare data la presenza di molti mercanti dei stoffe di cui sicuramente il Rigaud fu uno dei ritrattisti.
Anche se non si hanno notizie precise del pittore sino al 1681 (anno del suo arrivo a Parigi), è probabile che questi ritratti, noti come "dipinti della giovinezza", debbano comprendere ad esempio quello di Antoine Domergue, consigliere del re, controllore provinciale generale di Lione o quello di monsieur Sarazin di Lione, membro della famosa dinastia dei banchieri di origine svizzera, o ancora il ritratto di Jean de Brunenc, commerciante di seta, banchiere e console a Lione; in questi ritratti già si possono notare tutti gli elementi che faranno poi la fortuna di Rigaud a corte oltre alla sua innegabile bravura nell'arte della pittura e del disegno.
Nel 1681, quando Hyacinthe Rigaud decise di "salire" a Parigi per ampliare il proprio mercato e introdursi in ambienti sempre più prestigiosi, la sua clientela comprendeva già personalità della Svizzera e di Aix-en-Provence.

#### L'arrivo a Parigi

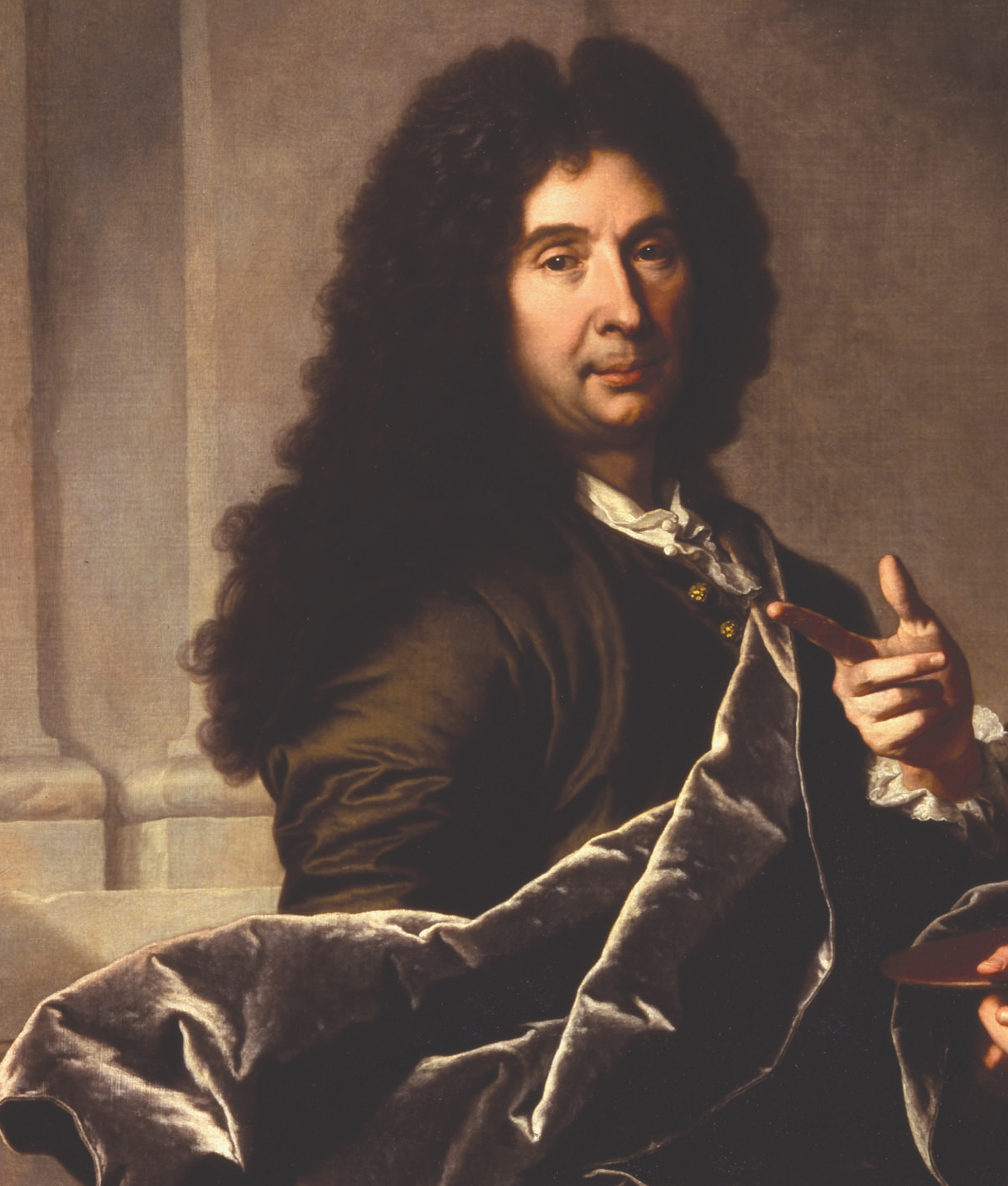
Fu Charles Le Brun, primo pittore di Luigi XIV, a convincere il giovane Rigaud a rinunciare al premio dell'accademia per concentrarsi nell'arte ritrattistica che in seguito lo rese famoso e richiesto

Questo estratto della Correspondance des directeurs de l’Académie de France à Rome datato al 5 settembre 1682, riassume l'arrivo di Rigaud a Parigi e le sue prime vicende nella capitale francese. A Parigi, abitò presso la parrocchia di Saint-Eustache, in rue Neuve-des-Petits-Champs, un quartiere frequentato da artisti, pittori, doratori, incisori, oltre a musicisti, editori ed ebanisti. Rigaud si presentò poco dopo all'Académie royale de peinture et de sculpture, passaggio obbligatorio per quanti fossero in cerca di notorietà e buone commissioni, ma ancor più era l'elemento necessario per poter esercitare la propria professione legalmente in Francia.
Hyacinthe Rigaud si presentò inizialmente con l'intento di concorrere al prix de Rome, il premio consegnato annualmente dall'accademia, che gli avrebbe permesso di studiare a Roma le opere dei maestri italiani e di formarsi così alle tecniche più complesse della sua arte. L'opera con la quale concorse al premio riguardava la vita di Enoch, tema assai raro ma che era stato trattato l'anno precedente da Raymond Lafage, artista da cui Rigaud trasse ispirazione e che aveva avuto modo di vedere a Lione.
Lo zelo e il talento dimostrati dal futuro ritrattista fecero propendere la commissione ad assegnargli il premio per la categoria della pittura il 5 settembre di quell'anno. Il premio lo ricevette cinque ore dopo la decisione dell'assemblea direttamente dalle mani del ministro del re, Jean-Baptiste Colbert, il quale lo mise in contatto con Charles Le Brun, primo pittore del re.
Le Brun, che ammirò da subito le produzioni del giovane catalano, lo dissuase dall'intraprendere il viaggio-premio in Italia promesso dall'accademia al fine di dedicarsi integralmente all'arte del ritratto, genere ben più lucrativo della paesaggistica o del tema storico, oltre che onorifico. Rigaud decise così di gettarsi sul mercato in maniera prorompente, partendo proprio dalla capitale, dove le offerte non mancavano. I suoi clienti, come lo stesso d'Argenville, apprezzarono da subito la resa realistica delle sue opere, una sorta di "fotografia istantanea" dei volti, troppo spesso idealizzati. A questa sua capacità, Rigaud seppe unire in breve tempo anche una certa conoscenza nel campo dei panneggi e dei colori che resero le sue opere uniche, al punto che molti si portavano a toccare le sue tele per rendersi conto che altro non era che una pittura illusoria sui drappeggi. Velo, satin, taffetà, ricami, pizzi, parrucche e soprattutto le mani furono i punti nei quali il pittore insistette particolarmente con la sua arte.

#### Le prime commissioni

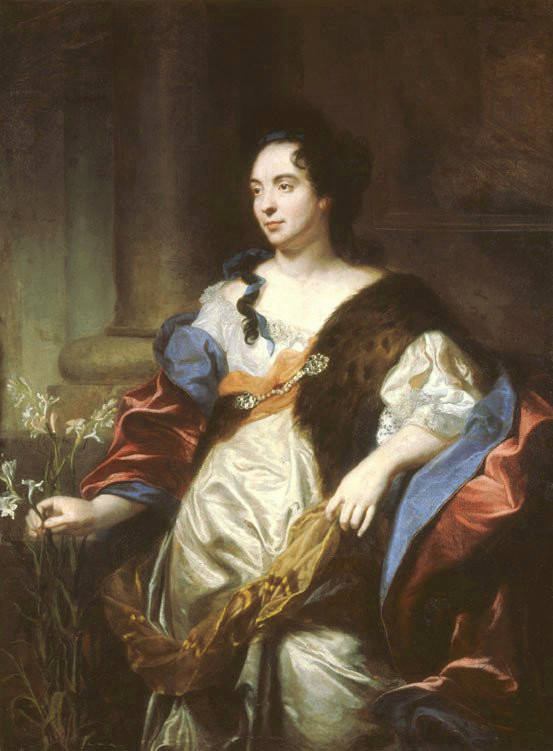
Ritratto di Marie Cadenne, 1684, Caen, Musée des beaux-arts

Malgrado la sua bravura, l'accademia impiegò sino al 5 agosto 1684 per includere Rigaud tra i suoi membri; ma già il 26 di quel mese il pittore catalano ricevette la sua prima commissione ufficiale: il ritratto del consigliere Henri de La Chapelle-Bessé (m. 1693) e quello dello scultore Martin Van den Bogaert, detto "Desjardins", da eseguirsi entro sei mesi. Come molti suoi colleghi, Rigaud si trovò ben presto subissato di lavoro e non riuscì a rispettare i tempi previsti dalle scadenze. Prese tempo adducendo il fatto di non poter disporre di tempi di posa sufficienti da La Chapelle, e solo la morte di quest'ultimo gli consentì di alleggerire i suoi impegni e di dedicarsi piuttosto all'effigie di Desjardins, famoso autore della decorazione della cupola degli Invalides e di molti altri hôtel particulier parigini. Rigaud scelse di accompagnare il ritratto dell'artista a una delle opere più emblematiche da lui realizzate, ovvero il monumento da lui progettato per la commemorazione della pace di Nimega eretto in Place des Victoires a Parigi, per il quale Desjardins scolpì splendidi bassorilievi e quattro spettacolari prigionieri di bronzo destinati al piedistallo del monumento (attualmente al museo del Louvre). Testimone della «sincera amicizia che era tra loro» secondo lo stesso Rigaud, questo dipinto sarà il primo di una serie di tre grandi composizioni dedicate all'amico, assieme al ritratto della moglie di Desjardins, Marie Cadenne (oggi a Caen, presso il Museo delle Belle Arti) e quello del figlio Jacques Desjardins, controllore degli edifici del re a Marly (oggi a Versailles, Museo di storia della Francia).
Nel contempo Rigaud si dedicò ai privati. Se ancora oggi risulta particolarmente complesso riuscire a identificare in modo chiaro i primi clienti dell'artista, i più famosi di essi sono invece giunti sino a noi: Charles Simonneau "l'Aîné" nel 1681, l'anno seguente il cugino di madame de Sévigné, il marchese Emmanuel-Philippe de Coulanges, che si fece realizzare un ritratto a mezzo busto, seguito poi dal vescovo di Avranches, Pierre-Daniel Huet. Furono soprattutto i membri di una famosa famiglia parlamentare di quegli anni i suoi modelli più significativi. Questi furono i Molé, originari di Troyes, giunti a Parigi nel XVI secolo. Nel 1682, Rigaud dipinse quindi il ritratto di Jean Molé (morto improvvisamente il 6 agosto 1682), signore di Lassy e Champlatreux, presidente del parlamento di Parigi. In quello stesso anno si occupò del ritratto della figlia adottiva di questi, Louise Bétauld de Chemault (1658-1709). L'anno seguente fu la volta del figlio di Jean, Louis Molé (1638-1709), il quale era da poco succeduto al padre in parlamento. I consiglieri del re, i magistrati e gli assessori dei vari ministeri, spesso originari della Normandia, della Borgogna o della Savoia, non mancavano di far visita a Rigaud durante il loro passaggio a Parigi per affari, una prova della crescente fama del pittore.
Nel 1692, dovette assumere due assistenti alla sua bottega parigina. Rimase nella capitale sino al 1695 quando fece ritorno nel Rossiglione.

#### 1695: il ritorno a Perpignano

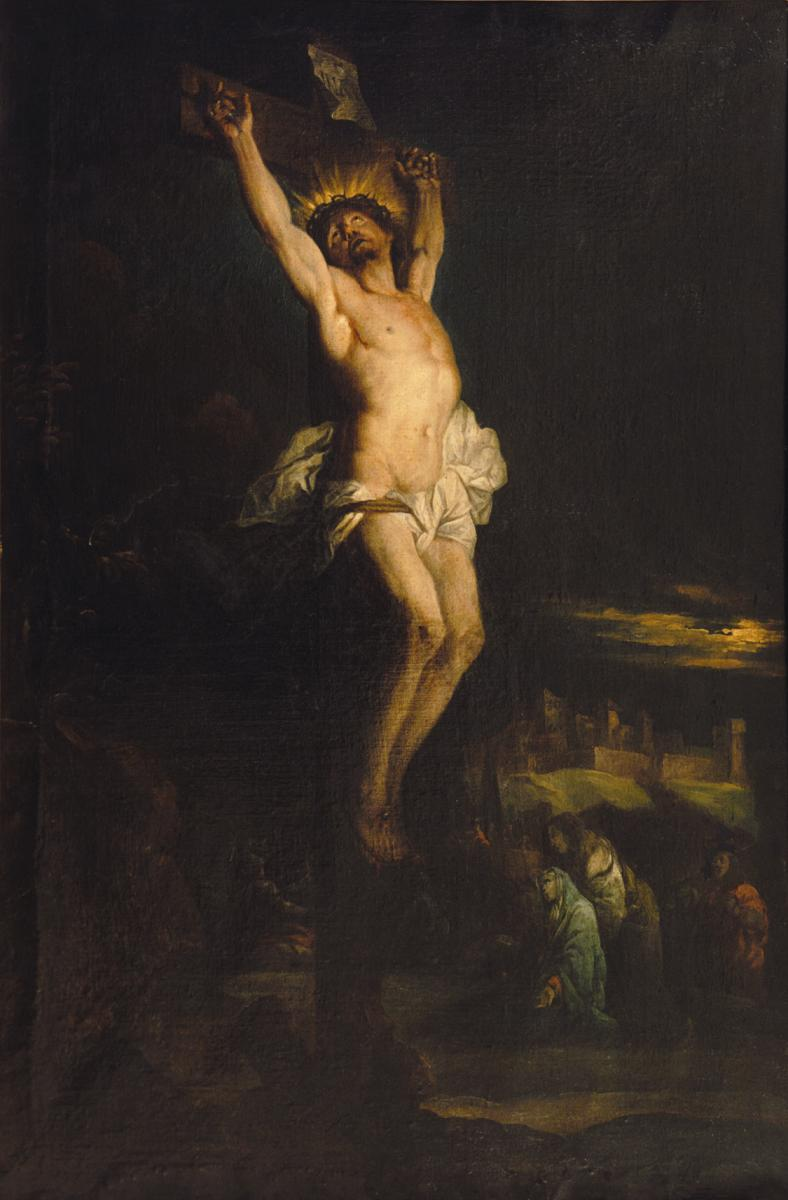
Cristo in croce, 1695, Perpignano, Museo Hyacinthe Rigaud.

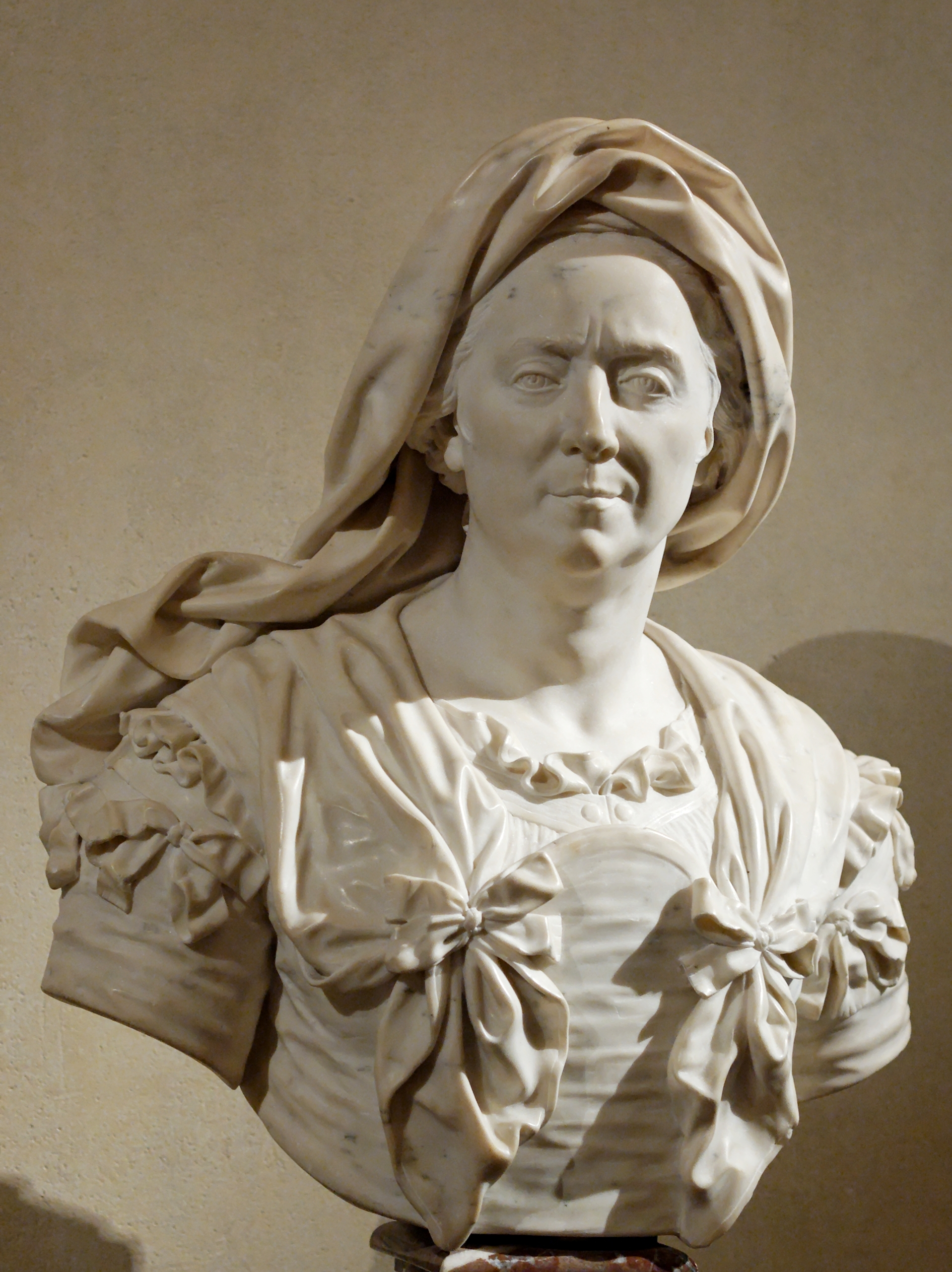
Busto di Maria Serra, madre di Rigaud, eseguito dallo scultore Antoine Coysevox sulla base dei disegni preparatori dello stesso Rigaud

Raccogliendo notizie biografiche sull'artista, Dezallier d'Argenville attesta che, pur rimanendo a Parigi, l'idea fissa di Rigaud era quella di fare ritorno a Perpignano per dipingere un ritratto di sua madre, riprodotta poi in effigie dal famoso scultore Coysevox in un grandioso busto di marmo che l'artista ebbe per tutta la sua vita nel suo gabinetto privato.
Per aiutare Coysevox nell'opera, infatti, Rigaud riteneva di dovergli fornire dei modelli tratti dal vivo per non affaticare la madre in pose presso lo scultore. Tali opere, per quanto allo stadio di bozzetti preparatori di profilo per lo scultore, sopravvivono ancora oggi, e vennero donate alla morte di Rigaud a Hyacint, suo nipote, figlio di suo fratello Gaspard Rigaud.
Ma l'anno 1695 fu anche quello della produzione di un Cristo in croce, d'influenza chiaramente fiamminga, preziosa testimonianza dell'incursione di Rigaud nel campo della pittura di genere. La prima versione del quadro la donò a sua madre (che poi la lasciò in eredità alla sua morte al convento degli agostiniani di Perpignano), mentre l'altra la donò nel 1722 al convento domenicano della sua città natale.
Nella primavera del 1696, Hyacinthe Rigaud tornò a Parigi, dove si dedicò a uno dei ritratti più importanti della sua carriera. Gli venne infatti chiesto dal duca di Saint-Simon di dipingere l'abate Armand Jean Le Bouthillier de Rancé, fondatore dei trappisti, e lo fece con un sotterfugio rimasto famoso nella storia della pittura.

#### Il ritorno a Parigi e l'esposizione del 1704

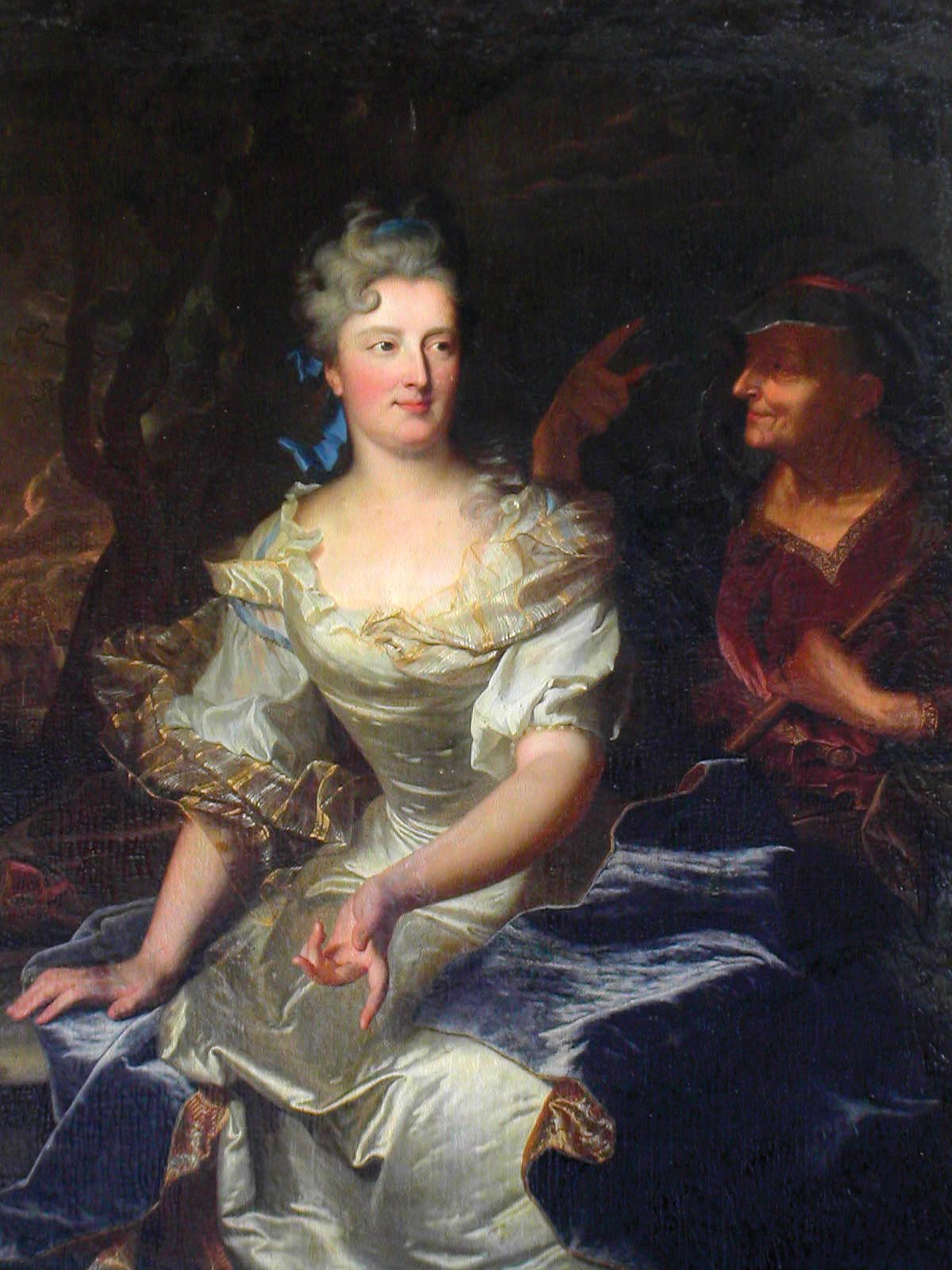
Ritratto di Marie-Anne Varice de La Ravoye, nata de Valières, nelle vesti di Vertumno e Pomona, Fontenay-le-Comte, Château de Terre-Neuve.

Il breve ritorno di Rigaud a Perpignano consentì alle autorità cittadine di Parigi di onorare degnamente questo artista le cui apprezzatissime opere si diffondevano in tutto il regno sotto forma di copie o incisioni.
Come ogni artista che desiderasse esercitare la sua professione Rigaud, al suo arrivo a Parigi, dovette conformarsi alle regole della corporazione locale e formalizzare il suo impiego. Il consiglio di Le Brun, primo pittore del re, che aveva già notato i suoi talenti, lo spinse a trarre vantaggio dalla moda dell'epoca per la ritrattistica e a ritardare l'adesione alla Académie royale de peinture et de sculpture sino al 5 agosto 1684, quando venne infine accettato. Mentre Luigi XIV imponeva la revoca dell'editto di Nantes, il 18 ottobre 1685, Rigaud era già qualificato come "pittore accademico" come risulta dall'atto battesimale di un certo Hyacinthe Claude Rousseau «figlio di Bernard Rousseau, maestro chirurgo».
Nel 1692 Rigaud ebbe uno scontro con i membri dell'accademia i quali lo accusavano di aver abusato della propria posizione senza essersi regolarizzato dal suo arrivo per due anni, ma quest'accusa cadde nel nulla data la fama ormai acclarata del pittore.
A partire dal 24 luglio 1702, venne accolto ufficialmente non solo come membro ma anche come professore dell'accademia, in sostituzione del pittore Claude Guy Hallé, rimettendo il suo incarico solo nel 1735.

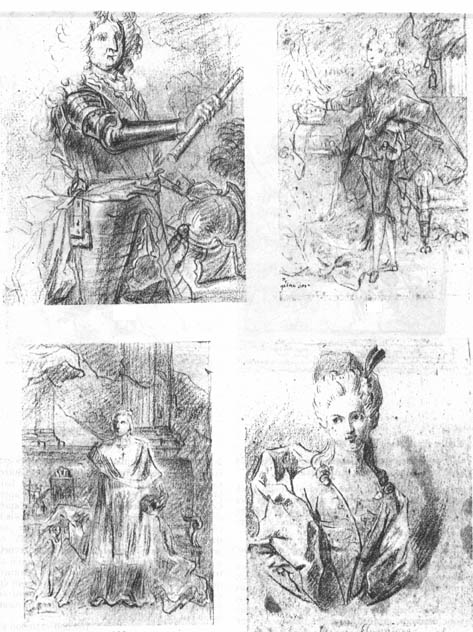
Anonimo francese del XVIII secolo, pagina del Liber véritatis delle opere esposte da Rigaud al salone del 1704, collezione privata

Come assistente professore, Hyacinthe Rigaud espose al Salon des académiciens del 1704 una dozzina dei ritratti da lui realizzati da poco e sicuramente tra i più belli della sua vasta produzione come il Ritratto di Luigi XIV in armatura, il Ritratto di Filippo V, il Ritratto del Gran Delfino, quello di sua madre e di suo fratello, ma anche quelli meno conosciuti del giansenista Jean-Baptiste de Santeul, del poeta Jean de La Fontaine e figure di profeti e santi come un Sant'Andrea, un San Pietro e un San Paolo.
Il ritratto del suo fedele amico e scultore Antoine Coysevox, presentato al Salon, fu prescelto per un'incisione di Jean Audran, il 27 settembre di quell'anno. Alle pareti erano presenti anche i ritratti di padre Beignier, di madame Bouret (nata Marie-Anne Chopin de Montigny), dei conti di Revel e di Evreux, del vescovo di Perpignano, Flamenville, dei pittori La Fosse e Mignard, dello scultore Desjardins, Etienne de Lieutaud, amico del pittore, del conte di Pontchartrain, un proprio autoritratto, un ritratto di Gédéon Berbier du Mets, di Léonard de Lamet parroco di Saint-Eustache, e infine di Pierre Gillet.
I dettagli di questa mostra ci sono pervenuti dal resoconto di un autore anonimo (e senza dubbio un ammiratore di Rigaud) che compose un catalogo delle opere presenti. I dipinti vennero descritti con grande cura in 74 pagine, accompagnati da riproduzioni fatte a mano dei singoli quadri in carboncino e gesso bianco.
Nonostante la tristezza causata dalla morte improvvisa di suo fratello, il 28 marzo 1705, Hyacinthe Rigaud continuò a lavorare instancabilmente. Il 30 maggio di quello stesso anno scrisse il primo dei suoi nove testamenti e codicilli.

### La fortuna a corte

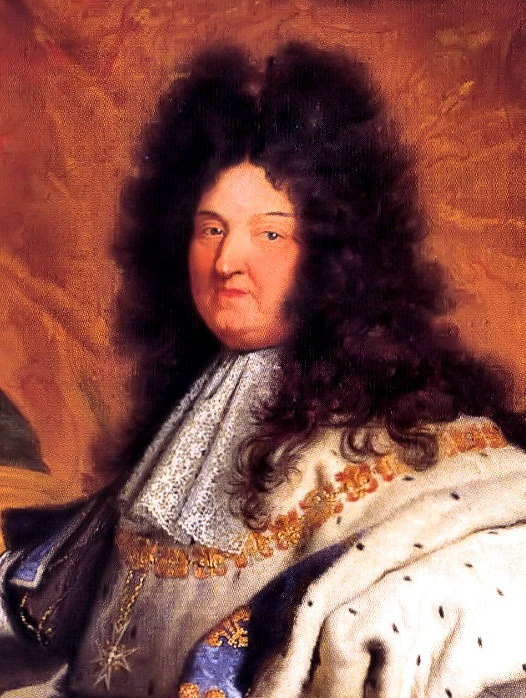
Particolare del Ritratto di Luigi XIV, 1701

Al 1700, la fama di Rigaud era ormai alle stelle, al punto che di lui iniziò ad interessarsi attivamente anche Luigi XIV che lo convocò per conferirgli l'incarico di dipingere un ritratto ufficiale. Il sovrano francese, che già aveva dato a Hyacinthe l'incarico di dipingere per lui un ritratto nel 1694, aveva apprezzato personalmente il tratto del pittore catalano e aveva deciso di affidargli l'esecuzione di un ritratto di una certa importanza per la sua persona, per quanto egli non fosse il primo pittore di corte come avrebbe tanto desiderato.
Il risultato fu il magnifico Ritratto di Luigi XIV con gli abiti dell'incoronazione che divenne ben presto una delle immagini più popolari del sovrano di Francia in tutto il mondo, riprodotto in moltissime copie e diffusosi ben oltre i confini del regno. Ovviamente il successo di quest'opera aprì a Rigaud le porte non solo di una lunghissima carriera al servizio della corte di Versailles che durerà per i successivi quarant'anni, ma anche le porte di molti palazzi dell'aristocrazia e dell'alto clero che accorsero alla sua persona per ottenere da lui un dipinto.
Per i consoli catalani François Cavallier, Fausto de Trobat de Langlade, Thomas Canta, François Escayola e Sauveur Vigo, Hyacinthe Rigaud divenne un inaspettato ambasciatore della loro provincia presso il re, un'icona che meritava di essere posta su un piedistallo per rappresentare un'intera regione. Furono questi a concedere il 17 giugno 1709 allo stesso Rigaud il titolo di nobile cittadino in virtù di antichi privilegi che risalivano alla metà del XV secolo, all'epoca del regno di Maria d'Aragona, decreto confermato successivamente da Luigi XIV e da Luigi XV. Tale onorificenza gli permetterà, il 22 luglio 1727, di venire incluso nel novero dei cavalieri dell'Ordine di San Michele.

### Gli ultimi anni

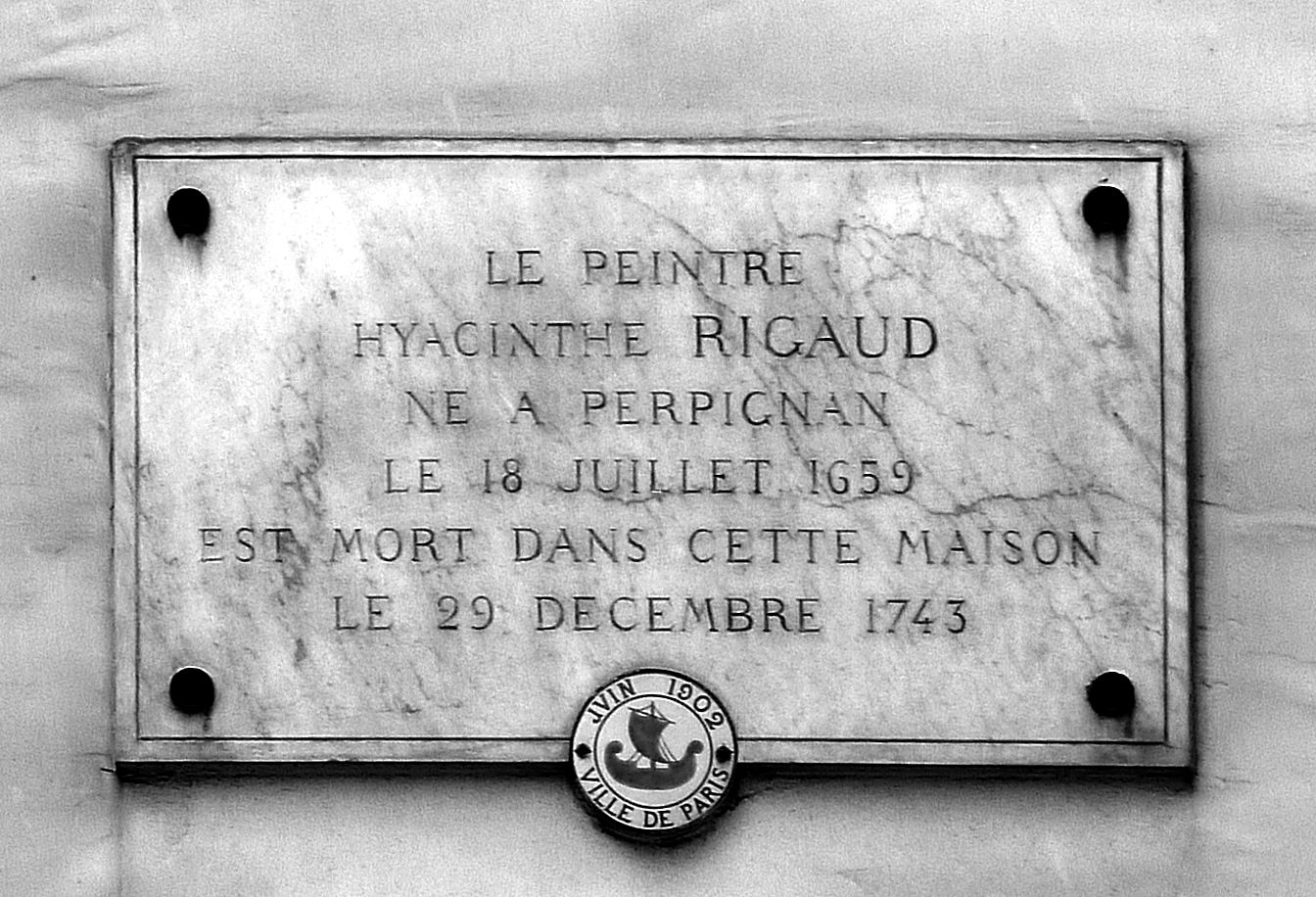
La targa commemorativa sulla casa nella quale Rigaud morì in Rue Louis-le-Grand

Il 15 marzo 1743, dopo una lunga malattia, nel loro grande appartamento in rue Louis-le-Grand, morì Elisabeth de Gouy, moglie di Rigaud, all'età di circa 75 anni; la sua salma venne sepolta presso la chiesa di rue Saint-Dominique, alla presenza di Hyacinthe, Collin de Vermont (figlioccio di Rigaud) e Louis Billeheu, notaio ed esecutore testamentario.

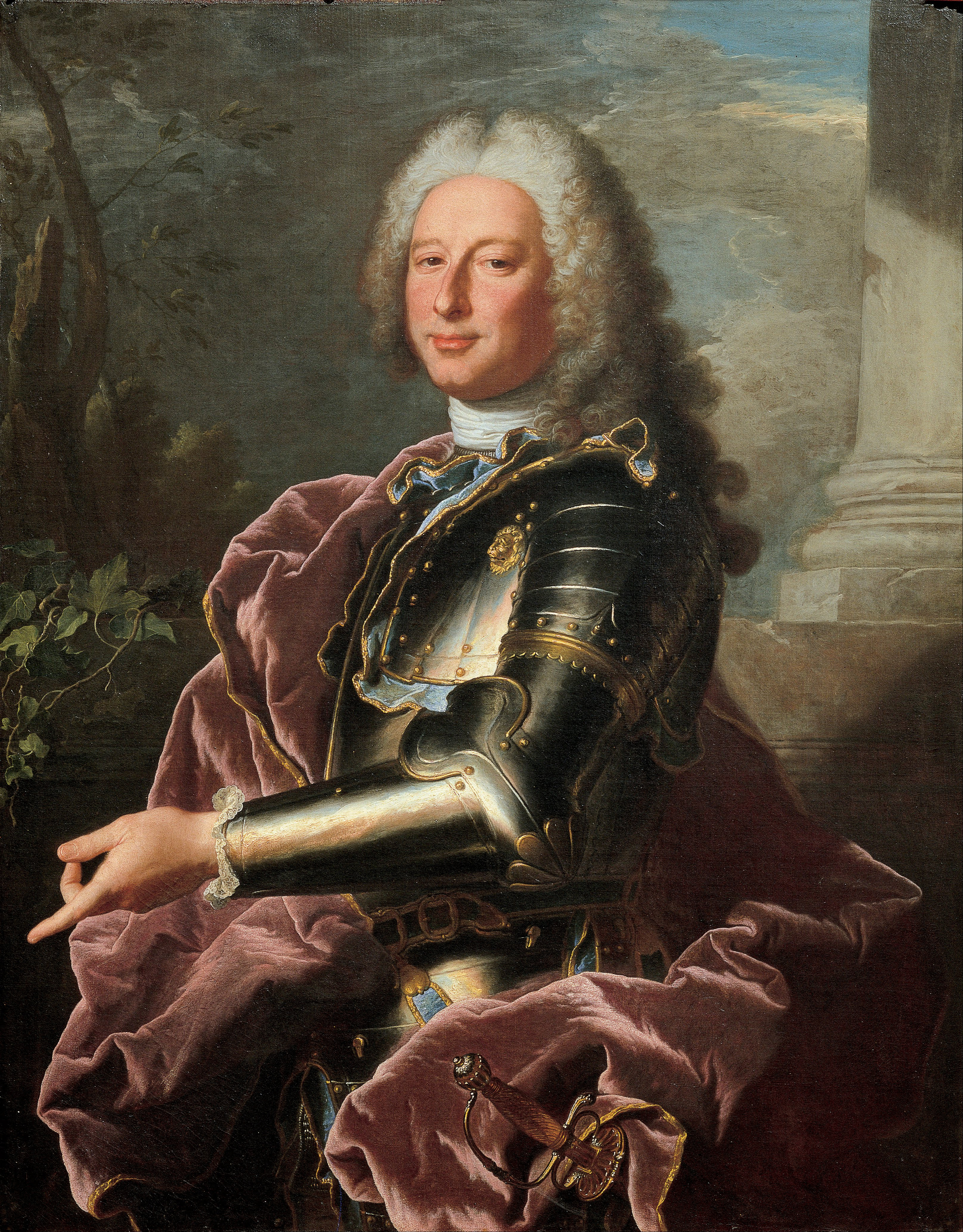
RItratto del Doge Giovanni Francesco Brignole-Sale, realizzato nel 1739

Rigaud, già malato da alcuni anni, stava in quel periodo lottando per ottenere un aumento della pensione da parte del sovrano per poter mantenere la sua numerosa famiglia. Otto giorni prima della morte, confessò al suo biografo d'Argenville, di avere in tutto quattordici nipoti e di essere costantemente impegnato a inviare loro aiuto. Il re decise in aggiunta a quanto già il pittore percepiva di concedergli anche la pensione di François Desportes, da poco defunto, quando Rigaud venne sorpreso da un forte mal di testa accompagnato da febbre alta. In questo malessere, sempre secondo l'Argenville, decise di entrare nella stanza dove era morta sua moglie, che da nove mesi non apriva. Entrando alzò le braccia al cielo ed esclamò: «Ah! Ti seguirò presto!». Infatti, come riporta il suo biografo, dopo questo atto si portò a letto, la febbre raddoppiò e, dopo 7 giorni di malattia, il 27 dicembre 1743, all'età di 84 anni, si spense.

## La clientela
Dal suo arrivo a Parigi, Hyacinthe Rigaud ebbe una moltitudine di clienti nel suo atelier presto installato in Place des Victoires, dal semplice commerciante ai personaggi più importanti dello Stato.

### Gli artisti
Rigaud nella sua lunga carriera ebbe l'occasione di dipingere i ritratti di diverse figure di spicco nel mondo dell'arte francese dell'epoca come gli scultori Martin Desjardins, François Girardon, Antoine Coysevox, i pittori Joseph Parrocel (due ritratti), Charles de La Fosse (due ritratti), Pierre Mignard, gli architetti Robert de Cotte, Jules Hardouin Mansart (due ritratti), Jacques Gabriel, oltre ai poeti Jean de La Fontaine e Nicolas Boileau.

### La famiglia reale e la corte

Ritratto di Luigi XIV con gli abiti dell'incoronazione (1701), Parigi, Museo del Louvre

Hyacinthe Rigaud godette di una brillante carriera e di una grande fama grazie soprattutto ai ritratti che eseguì per la famiglia reale e la corte francese. Egli stesso del resto non esitò a sollevare l'argomento per implorare Luigi XV di aumentargli la pensione negli ultimi anni della sua vita: «dopo aver avuto l'onore di dipingere i tre più grandi re del mondo, Luigi XIV, Luigi XV e il re di Spagna, oltre al defunto Monsieur unico fratello del re, e la defunta Madame, e tutti i principi di sangue fino alla quarta generazione in una linea diretta, Luigi XIV, Monsignore il Grand Dauphin, monsieur il duca di Borgogna, secondo Delfino, il re [...]».
I suoi ritratti, fastosi eppure austeri, sono pertanto oggi ancora largamente apprezzati anche come fonte per la storia del costume e della moda, poiché, oltre alla somiglianza fisiognomica perfetta con le persone raffigurate, essi riescono a rendere con assoluta precisione i dettagli degli abiti e dell'arredamento. L'opera più celebre di Rigaud è il ritratto ufficiale del re Luigi XIV (firmato e datato 1701), conservato al Museo del Louvre (una copia, realizzata dall'artista sempre su richiesta del sovrano, si trova al Palazzo di Versailles).
Pochi furono effettivamente i pittori al mondo a godere del privilegio concesso a Rigaud di servire la medesima casata per così tanto tempo; da parte di Rigaud vi fu forse solo il rimpianto di non essere stato nominato "primo pittore del re" alla morte di Le Brun, come ricordava il marchese de Dangeau: «Il re concesse a monsieur Mignard tutti gli incarichi che aveva Le Brun, quello di cancelliere dell'Accademia dei pittori e di direttore delle fabbriche dei Gobelin; queste gli valgono 10 o 15.000 livres all'anno di rendita».

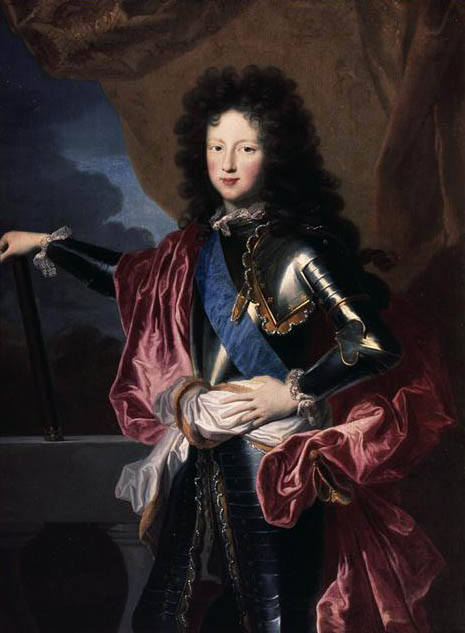
Ritratto di Filippo II di Borbone-Orléans, poi duca di Chartres, 1689, Perpignano, Musée Rigaud

Dal 1688, tutti coloro che in Francia contavano, dai militari d'alto rango, ai marescialli, ai vescovi, agli arcivescovi, ai controllori generali, ai ministri, agli amministratori provinciali, ai parlamentari, vennero onorati di almeno un ritratto dell'artista. Pur godendo in questo senso di una certa concorrenza da parte di pittori contemporanei come Nicolas de Largillierre o François de Troy, il pennello di Rigaud aveva finito per divenire un elemento di prestigio, in particolare dopo il suo impiego a corte. L'artista, infatti, era entrato in contatto con la casa di Orléans dipingendo, nel 1683, un busto di Alexis-Henri de Châtillon. Tre anni dopo fu il turno del sovrintendente alle finanze della casa degli Orleans, Joachim Seiglières, signore di Boisfranc. Dipinse quindi finalmente un ritratto del fratello del re e poi di suo figlio che divenne in seguito reggente del trono di Francia durante la minore età di Luigi XV.
Sempre nel 1689, Anna Maria Luisa d'Orléans, conosciuta come "la Grande Mademoiselle", cugina di primo grado del re, pagò senza battere ciglio le 540 livre richieste da Rigaud per un semplice busto. Si aprirono così altre strade nella famiglia reale e in breve tempo Rigaud passò a lavorare per il figlio del Grand Condé, Enrico III Giulio di Borbone-Condé, noto come "Monsieur le Prince", il quale portò l'artista a Versailles per fargli eseguire un ritratto di suo figlio, Luigi III di Borbone-Condé, "Monsieur le duc". La sorella di quest'ultimo, Maria Teresa, venne ritratta dal Rigaud nel 1691 col pagamento di 352 livres, mentre sua cugina Maria Anna, conosciuta come "Mademoiselle de Blois", venne ritratta da Rigaud nel 1706. Luigi Alessandro di Borbone, conte di Tolosa, gli ordinò dapprima un semplice mezzo busto e poi nel 1708 gli commissionò un'opera ben più grandiosa, giungendo a sborsare 1200 livres.
In seguito alla pubblicità fattagli dall'entourage del duca di Orleans e dai principali membri della sua famiglia, lo stesso Luigi XIV di Francia giunse a commissionare a Rigaud il suo primo ritratto ufficiale nel 1694. È senza dubbio l'anno 1697, ad ogni modo, che consente a Hyacinthe Rigaud di confermare ulteriormente il suo successo a corte realizzando un ritratto del figlio di Luigi XIV, Luigi di Francia, noto come "Gran Delfino". In questi anni elaborò la tipica posa trionfale dei suoi ritratti dove il personaggio appare sovente in armatura con il bastone da generale in mano.
Tra le opere certamente più significative da ascrivere all'universo della corte francese, vi è certamente nel 1701 il grandioso Ritratto di Luigi XIV con gli abiti dell'incoronazione, un dipinto che è divenuto l'icona stessa dell'immagine del Re Sole e che ha conosciuto una vastissima diffusione non solo in Francia ma anche all'estero. L'opera infatti, venne originariamente commissionata dal re di Francia per conto di suo nipote, Filippo, da poco divenuto re di Spagna, il quale era desideroso di portare con sé nella sua nuova patria un ritratto del nonno che tanto l'aveva favorito nella sua ascesa. Una volta terminato, ad ogni modo, Luigi XIV giudicò il ritratto tanto bello da volerlo tenere per sé e da esporlo nella sala del trono della Reggia di Versailles, facendo realizzare a Rigaud un'altra copia da inviare poi al nipote a Madrid.

### Il trittico di Luigi XV
Luigi XV di Francia si fece eseguire in tutta la sua vita ben tre ritratti dal pennello di Rigaud. Dettagliati nel decoro, a volte convenzionali per la loro posa, essi esaltano comunque la funzione stessa del re: quella di rappresentare il regno.
Subito dopo la morte di Luigi XIV, nel settembre del 1715, venne data commissione a Rigaud di realizzare un'effige del nuovo sovrano, Luigi XV, pronipote del defunto Re Sole e poco più che un bambino. Il ritratto venne presentato ufficialmente nel 1717 e giudicato particolarmente somigliante. Tra il 1717 ed il 1721, l'amministrazione del regno ne ordinò ben 24 copie in varie forme, fatto che ancora una volta dimostrava l'interesse del pubblico per le opere di Rigaud.
Con le 8000 livres ricevute per quest'ordine, Rigaud raddoppiò la somma nel 1721 per un secondo ritratto del monarca, in cui il giovane re, in piedi, si poneva in sintonia con la memoria ieratica del suo antenato. Il fatto che questo ritratto si trovi oggi a Madrid è perché l'opera venne commissionata ancora una volta da Filippo V. In effetti, nonostante la breve guerra del 1719 tra le due nazioni, Francia e Spagna rimasero sempre sostanzialmente in buoni rapporti perché legate da un legame di sangue sancito da un accordo firmato nel 1721. Il ritratto del giovane Luigi XV di Madrid intendeva dunque suggellare proprio questo trattato. Lo stesso Filippo V ordinò a Rigaud un'altra copia del ritratto di suo nonno, Luigi XIV, (4.000 livres) e uno di suo padre, il Gran Delfino (1.000 livres). Le casse dell'artista si riempirono quindi rapidamente con queste commissioni.
Quando Rigaud viene nuovamente richiesto dalla corte, nel 1727, chiese ed ottenne la somma di 15.000 livres per la realizzazione del terzo ritratto di Luigi XV negli abiti dell'incoronazione.

### I reali d'Europa

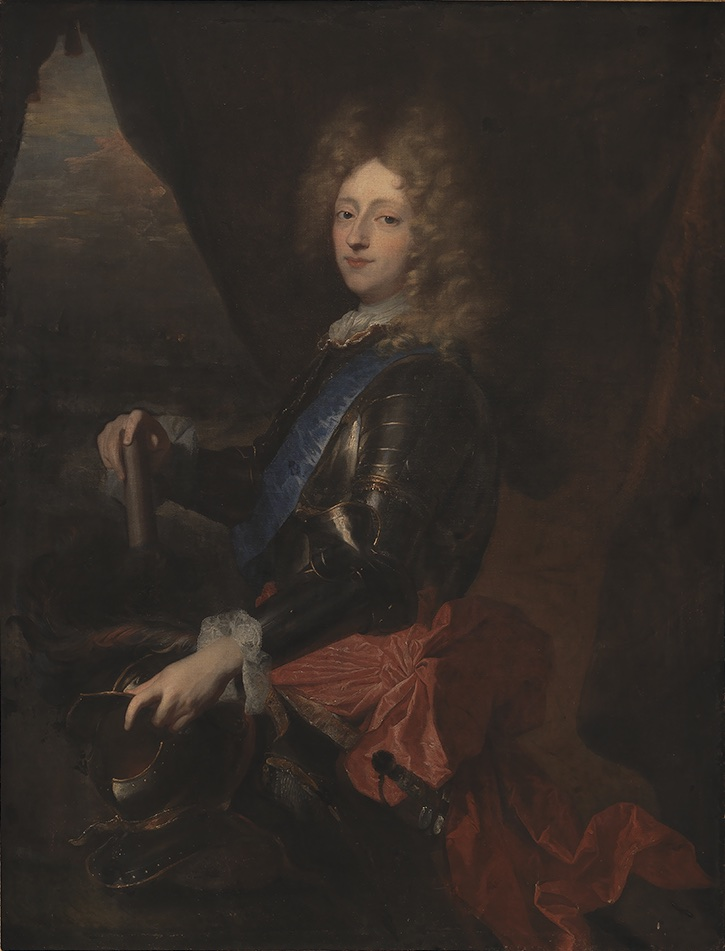
Ritratto di Federico, principe ereditario di Danimarca, 1693, Copenaghen, Statens Museum for Kunst

Con la scomparsa del vecchio monarca e l'avvento della Reggenza in Francia, la produzione di Rigaud comunque non venne meno. Grazie all'avvento del duca di Orleans, che prese le redini del potere durante la minore età di Luigi XV, e che mostrò un gusto marcato per gli artisti italiani e i nuovi talenti nazionali, Rigaud si dedicò maggiormente all'alta nobiltà. La sua aura e reputazione gli permisero anche di vedere la maggior parte degli ambasciatori europei nel suo laboratorio, come Henning Meyer, conte di Meyercron, ambasciatore francese in Danimarca, il conte Carl-Gustaf Bielke, ambasciatore francese in Svezia, Giuseppe Maria Brignole Sale, ambasciatore della Repubblica di Genova in Francia e suo fratello Giovanni Francesco, doge di Genova, e persino il conte Dominik Andreas I von Kaunitz, ambasciatore austriaco e futuro vice cancelliere del Sacro Romano Impero.
Logicamente, anche i principi stranieri che nel frattempo facevano tappa in Francia durante i loro "Grand Tour" desideravano portare con sé un souvenir della Francia e, in particolare, un loro ritratto di Rigaud. Già nel 1691, l'erede al trono danese, il futuro Federico IV, aveva ordinato un suo ritratto pagandolo 470 livres ed ottenendo il dipinto due anni dopo.

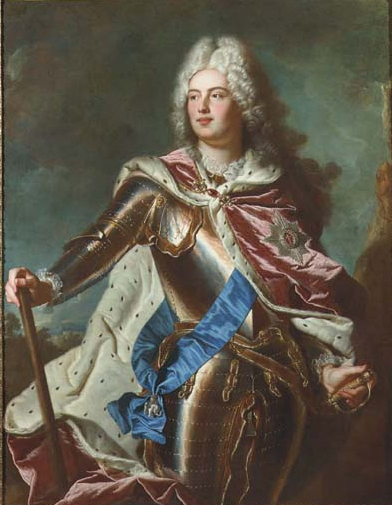
Ritratto del principe Federico Augusto di Polonia, 1715, Castello di Moritzburg

Alla morte di Luigi XIV, la diplomazia europea era in pieno sconvolgimento e Versailles, che per lungo tempo era stata il centro della diplomazia internazionale, in particolare per la politica aggressiva del Re Sole, si trovava ora in un periodo di meritata pace. La firma di continui trattati, accordi e scambi internazionali fecero sì che a corte si presentassero una gran quantità di diplomatici e personalità di spicco di governi stranieri di cui Rigaud ovviamente seppe sapientemente approfittare. Eseguì ritratti per Erik Axelsson Sparre, conte di Sundby, geniale tenente generale che comandò il reggimento svedese dal 1694 al 1714. Il re di Svezia dal 1697, Carlo XII, che pure desiderava ardentemente un ritratto da Rigaud, non ebbe mai il tempo di recarsi a Parigi per posare per il pittore. Introverso, celibe fino alla sua morte, trascorse 18 anni dei suoi 21 anni di regno combattendo all'estero. Rigaud quindi non ebbe l'opportunità di lavorare con l'immagine del re dal vivo, dovendo accontentarsi dell'effigie del sovrano tratta da un dipinto esistente, prestatogli dal barone Sparre. L'autore dell'effigie era il fratello del barone, il generale Axel Sparre, giustiziato a Bender in Turchia nel 1712. Rigaud quindi copiò il volto del sovrano e lo "vestì" con la formula tipica del suo laboratorio, usata per molti ritratti di personalità militari francesi.

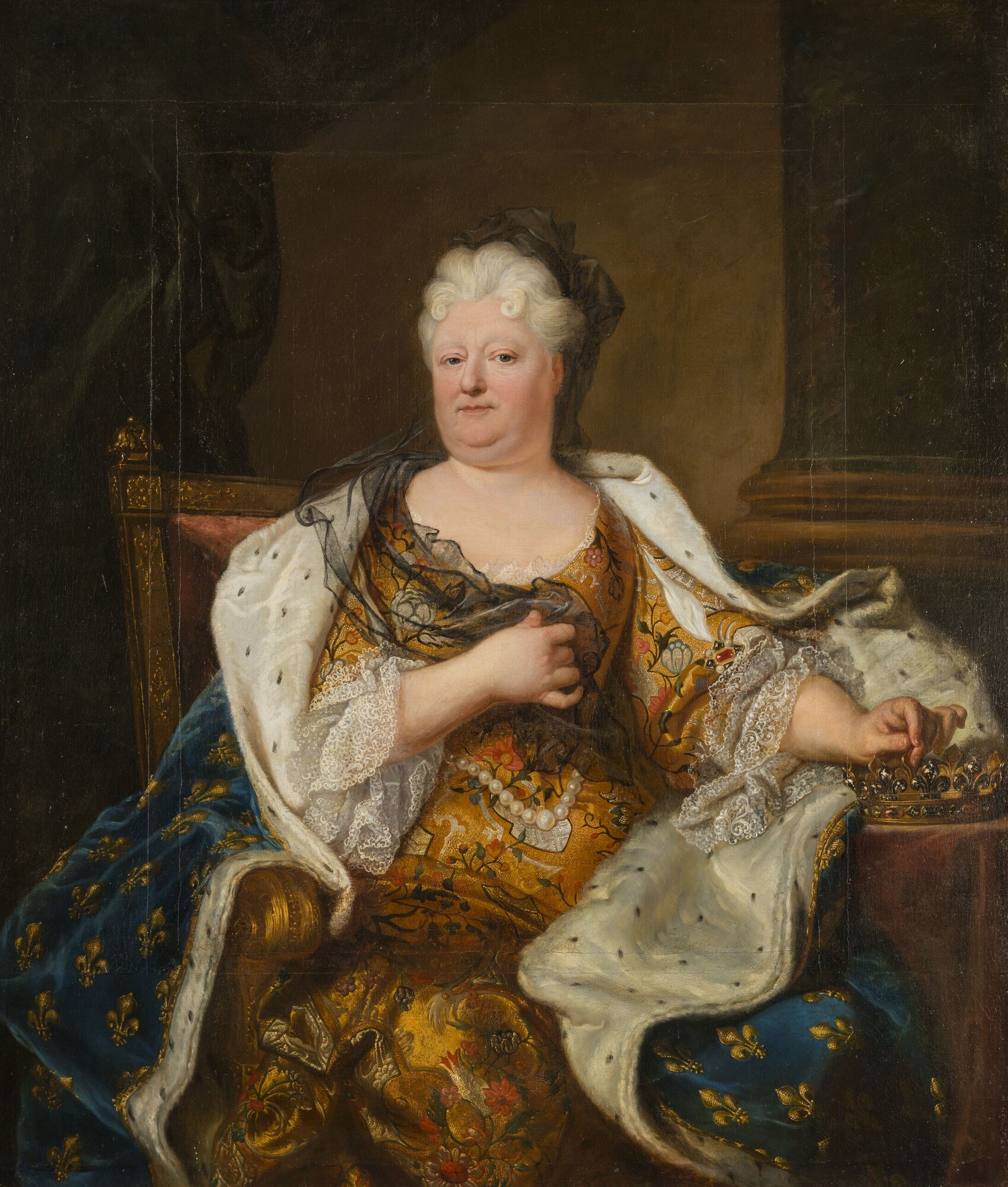
Ritratto della principessa palatina, 1713, Versailles, Museo della Reggia di Versailles

Sempre il 1715 fu un anno particolarmente fruttuoso per Hyacinthe Rigaud. L'erede di Augusto II di Polonia, il principe Federico Augusto, decise di trasferirsi a Parigi e non perse l'occasione per farsi raffigurare da Rigaud con le insegne del proprio rango. Il pittore francese gli richiese 4000 livres per l'opera.
Nel 1713, nel frattempo, ritrasse la seconda moglie di monsieur e madre del reggente, la quale dopo aver visto il proprio ritratto scrisse una lettera alla sorellastra Luisa: "Mi ha ritratto così fedelmente che è sorprendente; vedrai, cara Luisa, quanto sono invecchiata". L'effige piacque anche al re che ne fece eseguire una copia per sé, colpito dalla straordinaria somiglianza del soggetto e per la magnificenza della rappresentazione.

## La scuola di Rigaud

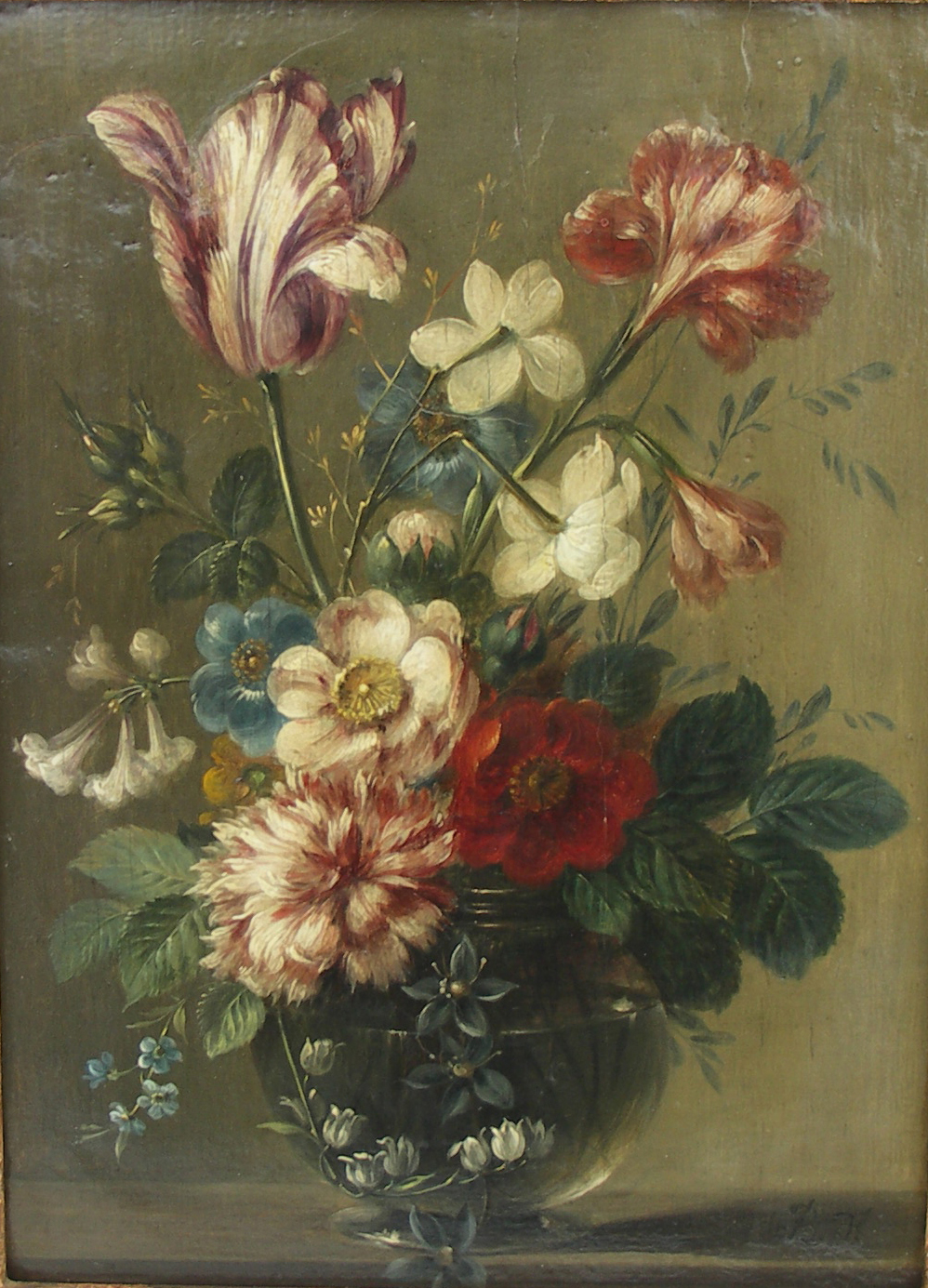
Studio di fiori, Jean-Baptiste Belin, da un modello di Rigaud, collezione privata

Data l'enorme mole di lavoro che in pochi anni Rigaud si trovò a dover gestire, il pittore francese si trovò costretto ad assumere dei collaboratori che potessero assisterlo nella realizzazione delle sue opere a partire dal 1694. Verly, Joseph Christophe, Jacques Mélingue, l'incisore Claude Leroy, Nattier, Barthélemy e Hérault furono tra i suoi più stretti collaboratori in questo senso ed operarono con lui alla sua bottega, apprendendone le tecniche e studiandone le opere più significative.
La presenza di tutta questa squadra costrinse Hyacinthe Rigaud ad aumentare la sua superficie di lavoro ed a rinegoziare il prezzo dei suoi affitti: “[…] Ho sborsato 600 livres per l'ultimo appartamento, ma dopo averlo lasciato non posso evitare di essere alloggiato altrove per meno di 1000 livres d'affitto […]”. Occupò quindi vari indirizzi dal 1692 al 1732, sempre sulla riva destra della Senna, tra Place des Victoires, Rue Louis-Le Grand, Rue de La Feuillade e Neuve-des-Petits-Champs solo per citarne alcuni. Gli ambienti di lavoro di Rigaud nella sua bottega comprendevano non solo il suo studio di lavoro, ma anche i suoi alloggi e quelli dei suoi collaboratori, il magazzino dei materiali e delle opere nonché la collezione personale di dipinti del pittore.

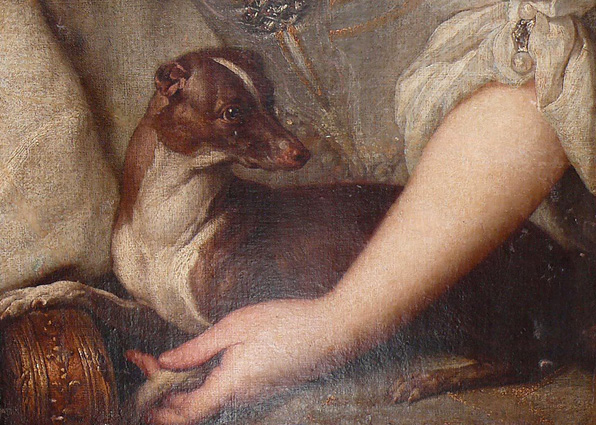
Dettaglio del cane dal Ritratto della principessa Maria Anna di Borbone-Conti, dipinto da Rigaud e dal suo laboratorio nel 1706, collezione privata

Dal 1695, con la sempre maggior crescita delle committenze, Rigaud dovette aumentare ulteriormente il numero dei suoi assistenti tra cui spiccarono il fratello dello stesso Hyacinthe, Gaspard, Francois Taraval, Siez, il pittore delle battaglie Joseph Parrocel, Jean Le Gros e Jean Ranc. Dal 1697 iniziarono a collaborare con Rigaud pittori come l'olandese Josse Van Oudenaarde, l'esperto di fiori Jean-Baptiste Belin (o Blain) di Fontenay, Adrien Le Prieur, Pierre-Nicolas Huilliot, poi dal 1700 David Le Clerc, François Bailleul, dal 1701 Fontaine e dall'anno successivo Ménard, poi Delaunay, Antoine Monnoyer (specializzato in fiori), Alexandre-François Desportes (specializzato in animali).
A questi specialisti si aggiunsero anche Hendrick Van Limborg (specializzato in scene di battaglie), Nicolas Lecomte, Louis-René de Vialy, Charles Sevin de La Penaye, uno dei più fedeli aiutanti del maestro, ed infine Pierre Benevault.
Si pone a questo punto a pieno titolo la questione dell'autentica autografia di Rigaud nelle sue opere. Data la precisione mantenuta nei dettagli dei visi, delle mani e dell'animazione dei drappeggi, se ne può concludere come per altri pittori di spicco a lui contemporanei, precedenti e successivi, che Rigaud si riservasse di realizzare le parti più complesse ed i tratti più distintivi delle sue opere, lasciando gli elementi di contorno come i cieli, gli sfondi o i particolari di decorazioni floreali o animali ai suoi assistenti. Col tempo, affidò ad alcuni suoi collaboratori fidati, la pesante incombenza di imitare il più possibile la sua pittura almeno nel rendere il bagliore delle armature e la consistenza dei tessuti.

## Il "Van Dick francese"

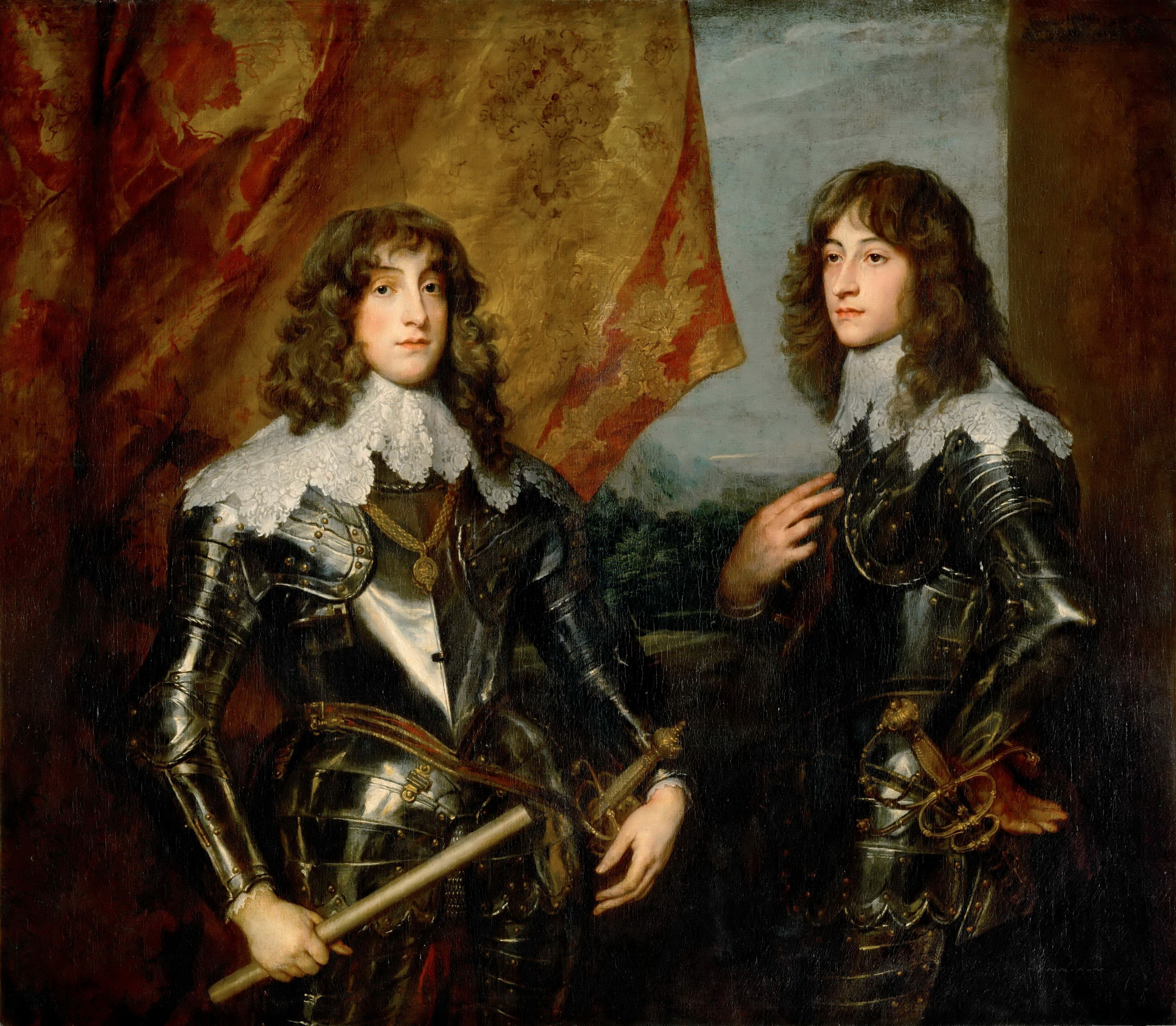
Ritratto di Carlo Ludovico e Rupert, principi palatini di Van Dyck, Parigi, Museo del Louvre. Rigaud, che era un grande ammiratore di Van Dyck, vide l'opera personalmente nella collezione di Luigi XIV e la copiò per la propria collezione.

Così si esprimeva il pittore Hyacinthe Collin de Vermont nel novembre 1744 riferendosi al rapporto che intercorse per tutta la sua vita tra Hyacinthe Rigaud ed il celebre maestro Antoon van Dyck dal quale il pittore francese trasse molta ispirazione per i suoi lavori.
D'Argenville disse a tal proposito, dopo aver saputo della morte di Rigaud, che "la Francia ha perso il suo Van Dyck nella persona di Hyacinthe Rigaud". Lo scrittore francese si spinse anche oltre nell'intessere gli elogi del pittore catalano per spiegare quanto egli fosse vicino al pittore inglese più di quanto il pubblico pensasse:
Sfruttando lo straordinario entusiasmo per il ritratto in Francia nel XVIII secolo, Hyacinthe Rigaud aveva sfruttato la propria esperienza accumulata presso i mercanti di stoffe di Lione e del lavoro di bottega di suo padre per apprendere i segreti della rappresentazione dei panneggi. In questo si ravvicinò moltissimo all'eleganza dei ritratti fiamminghi e inglesi di Van Dyck, dai quali collezionò e copiò numerose opere. Tra le opere di Van Dick copiate da Rigaud dal vivo, vi è certamente il ritratto del principe palatino e di suo fratello Roberto, entrambi nipoti di Carlo I d'Inghilterra, che egli aveva avuto modo di vedere presso la corte di Luigi XIV. Il dipinto, infatti, era stato venduto nel 1672 dal famoso banchiere Everhard Jabach al Re Sole, il quale l'aveva tenuto nella propria collezione. Jabach era inoltre uno dei clienti di Rigaud.
Lo spirito di collezionista di Rigaud e i lauti guadagni di cui poteva disporre, spinsero l'artista francese a collezionare personalmente anche delle opere del maestro che egli tanto ammirava al punto che, al 1703, nella collezione privata di Rigaud si potevano contare otto dipinti di Van Dyck: una grande Vergine con gli angeli, uno schizzo di un sindaco di Bruxelles, uno schizzo di una Vergine, il ritratto di un bambino che dorme, un soldato spagnolo, un autoritratto, la rappresentazione della Fortuna e un'assunzione della Vergine. Oltre a questi dipinti, Rigaud aveva collezionato opere di vari altri artisti che gli servivano non solo come fonte d'ispirazione per le proprie realizzazioni e per lo studio delle pose del corpo umano e dei panneggi, ma anche per un certo gusto personale e amore per l'arte. Tra questi si contavano sette tele di Rembrandt, quattro di Rubens, un Tiziano, un Forest e due Bourdon.

## La fortuna

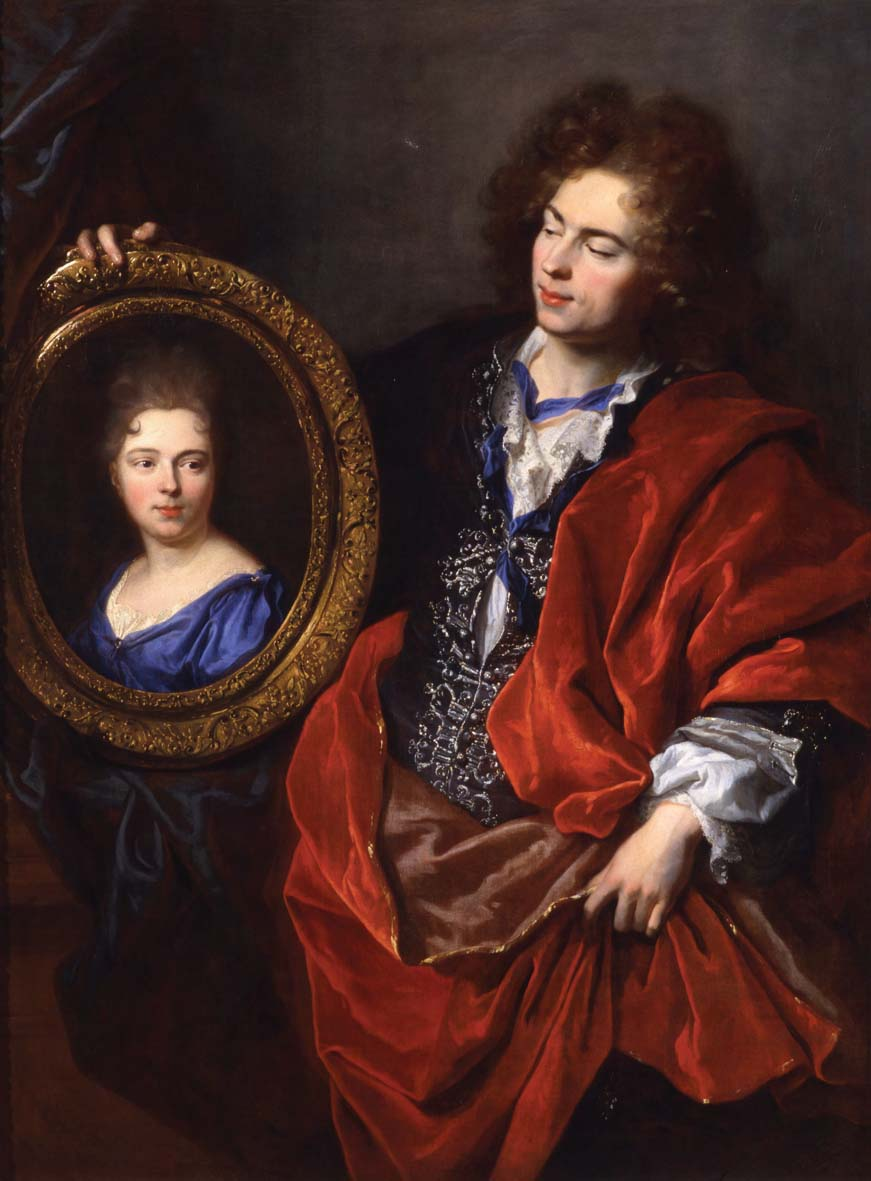
Jean-Baptiste Monginot

Le opere di Rigaud popolano oggi i principali musei del mondo. L'esatto numero di opere da lui prodotte rimane ancora oggi discusso, dal momento che egli stesso ci ha lasciato un catalogo molto dettagliato dei suoi dipinti ma anche più di un migliaio di dipinti che egli utilizzò come modelli. Questo catalogo è stato pubblicato nel 1919 e rappresenta una delle principali fonti odierne per i dipinti di Rigaud. Per questo si ha ragione di credere che Rigaud abbia indicato le sue opere principali o le commissioni più prestigiose, tralasciando moltissimi altri dipinti.
Nel 1820, la sua città natale di Perpignano, per interessamento del prefetto dei Pirenei Orientali Emmanuel-Ferdinando di Villeneuve-Bargemon, gli ha dedicato l'apertura del Musée des beaux-arts Hyacinthe Rigaud che ancora oggi è aperto al pubblico e mostra molte delle sue opere recuperate sul mercato.

## Matrimoni e figli

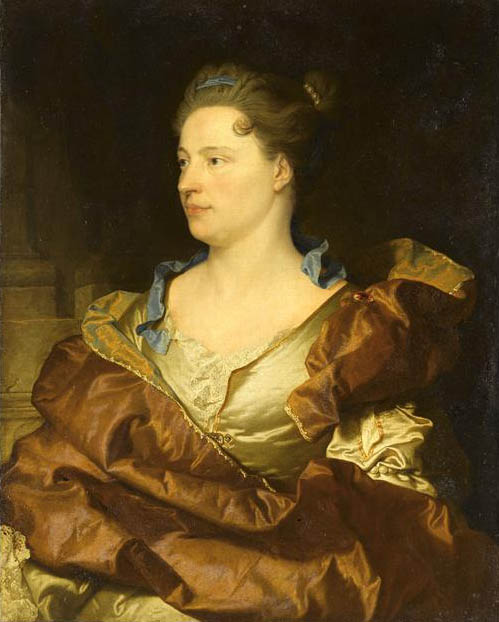
Ritratto di Élisabeth Le Gouy, moglie di Rigaud, 1740, Parigi, museo del Louvre (attualmente in deposito presso il Musée Rigaud a Perpignano)

All'età di 44 anni, Rigaud aveva investito buona parte della sua vita nella sua carriera senza preoccuparsi di sposarsi. La sua posizione, ad ogni modo, gli imponeva di consacrarsi in società con una compagna e per questo motivo decise alla fine di accondiscendere a sottoscrivere un contratto matrimoniale.
La mattina del 17 maggio 1703, prima di mezzogiorno, si recò in rue des Prouvaires, non lontano da rue Neuve-des-Petits-Champs dove abitava. Qui incontrò il notaio Nicolas-Charles de Beauvais presso il quale si trovava Marie-Catherine de Chastillon, figlia di un procuratore del parlamento francese, con la quale contrasse un matrimonio civile. Tra i testimoni dello sposo convenuti alla firma di questo contratto, vengono citati una serie di personaggi che Rigaud chiamò per l'occasione, tutti suoi clienti, che si situavano nell'élites delle sue conoscenze: il maresciallo di Francia, Anne-Jules de Noailles, Jean-Baptiste Colbert e Jules Hardouin-Mansart. L'atto, ancora oggi conservato negli archivi nazionali, menziona il buon rapporto tra i due coniugi, ma ad ogni modo questa unione venne interrotta il 23 novembre successivo, sette mesi dopo la sottoscrizione del contratto, senza che il matrimonio fosse stato consumato.
Si risposò una seconda volta, in questo caso in chiesa, il 17 maggio 1710, con Élisabeth de Gouy, già vedova di Jean Le Juge, ufficiale giudiziario al Gran Consiglio, e madre di numerosi figli. Rigaud aveva incontrato la donna già dal 1699 quando aveva eseguito un ritratto di famiglia con lei, col marito e la maggiore dei loro figli. Anche in questo caso venne però firmato un contratto di matrimonio che prevedeva la separazione assoluta dei beni, data l'enorme ricchezza accumulata dal Rigaud negli anni del suo lavoro (si parla di quasi 80.000 livres), mentre la moglie possedeva solo pochi mobili ed aveva ereditato dal marito la casa dove risiedeva. La ragione di questo contratto va ricercata nel fatto che Rigaud volesse evitare che i figli avuti dalla moglie dal suo primo matrimonio, potessero un giorno approfittare impropriamente del denaro da lui accumulato, sperperandolo senza considerazione. Ad ogni modo egli non mancò mai di sovvenzionare personalmente le spese sostenute dai suoi figli adottivi, come pure di sostenere questi nell'allevare a loro volta i loro figli a cui Rigaud fu sempre molto affezionato.
Anche da questo secondo matrimonio, Rigaud non ebbe eredi e quando egli morì, si preoccupò nel suo testamento di disporre un lascito annuale per la moglie in forma di pensione, tratto dal proprio patrimonio che rimaneva in deposito altrove.

## Elenco delle opere

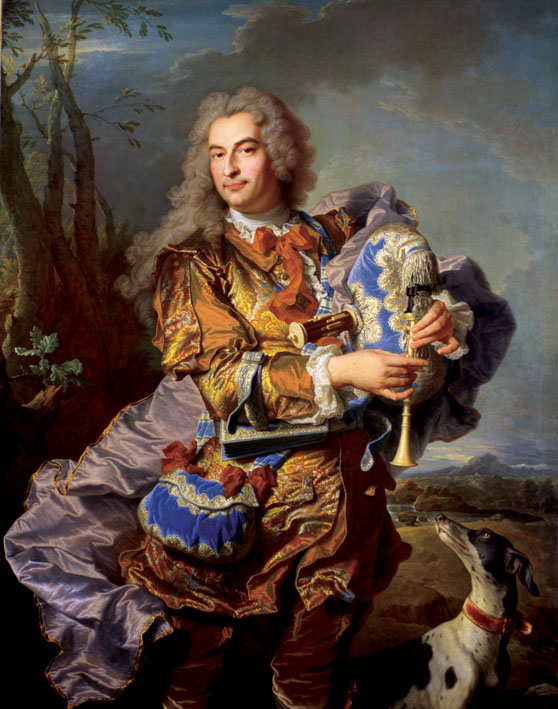
Ritratto di Gaspard de Gueidan che suona la cornamusa, 1738, Aix-en-Provence, Musée Granet.

Tra le opere più significative delle moltissime eseguite da Hyacinthe Rigaud nel corso della sua lunghissima carriera, si ricordano le seguenti che certamente esprimono al meglio lo spirito creativo e la peculiarità della pittura del pittore catalano:
- Ritratto di Everhard Jabach, 1688, olio su tela, 135 × 105,5 cm, Castello di Bussy-Rabutin
- Il sindaco e i consiglieri della città di Parigi deliberano di tenere una festa in onore di Luigi XIV presso il municipio cittadino per la riconciliazione del 1689, 1689, olio su tela, Amiens, Musée de Picardie
- Ritratto di Anne-Jules de Noailles, 1691, olio su tela, 82 × 64 cm, Grenoble, Museo di Grenoble
- Autoritratto con mantello blu, 1696, Francia, Castello di Groussay
- Ritratto di Armand Jean Le Bouthillier de Rancé, 1696-1697, olio su tela, 196 × 149 cm, Soligny-la-Trappe, Abbazia di Notre-Dame de la Trappe
- Ritratto di Luigi XIV con gli abiti dell'incoronazione, 1701, olio su tela, 277 × 194 cm, Parigi, Museo del Louvre
- Ritratto di Cristiano III del Palatinato-Zweibrücken, 1706, olio su tela, 82 × 63 cm, Ansbach, Staatsgalerie Ansbach
- Ritratto del duca d'Antin, 1708-1719, olio su tela, 138 × 103 cm, Versailles, Museo della Reggia di Versailles
- Ritratto di Elisabetta Carlotta del Palatinato, 1713, olio su tela, 144 × 112 cm, Berlino, Deutsches Historisches Museum
- Ritratto di Luigi XV, 1715, Versailles, Museo della Reggia di Versailles
- Ritratto di Luigi XV, 1721, Madrid, Patrimonio Nacional
- Ritratto di Luigi XV, 1727-1729, Versailles, Museo della Reggia di Versailles
- Ritratto del conte Sinzendorf, 1729, olio su tela, 166 × 132 cm, Vienna, Kunsthistorisches Museum
- Ritratto del cardinale d'Auvergne, 1732, olio su tela, 142 × 113 cm, Francia, collezione privata
- Ritratto di Gaspard de Gueidan che suona la cornamusa, 1738, olio su tela, Aix-en-Provence, Musée Granet
- Ritratto di Gio. Francesco II Brignole-Sale, 1738 circa, olio su tela, 101,5×80,2 cm Genova, Musei di Strada Nuova